# Dizionario

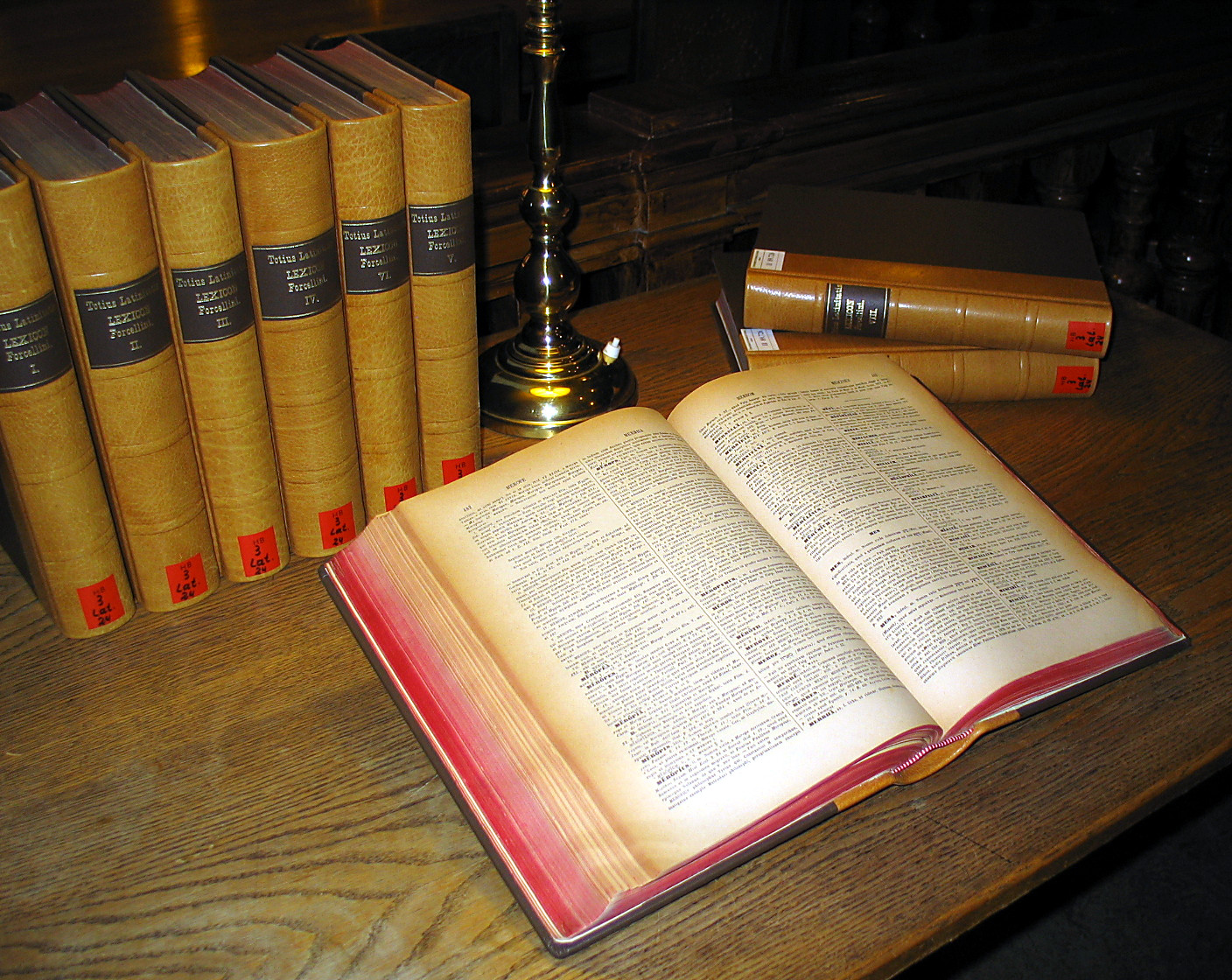
Un dizionario di latino: il Totius Latinitatis Lexicon di Egidio Forcellini.

Il termine dizionario (dal lat. mediev. dictionarium, der. di dictio -onis «dizione») è usato con riferimento a due concetti. Può indicare: 
- l'elenco alfabetico delle parole e delle locuzioni di una lingua[3] (ed eventualmente anche altri elementi linguistici ad esso legati come ad esempio prefissi, suffissi, sigle, lettere) fornendone informazioni quali il significato, l'uso, l'etimologia, la traduzione in un'altra lingua, la pronuncia, la sillabazione, i sinonimi, i contrari (in questo senso, è detto anche lessico);
- un'opera che raccoglie, in modo ordinato secondo criteri anche variabili da un'opera all'altra, biografie e nozioni inerenti ad un particolare settore del sapere umano (una scienza, uno sport, un'arte, una tecnica ecc.) o anche il sapere umano nel suo complesso, fornendone una trattazione.[4]

## Storia

### Origini
Le origini della tradizione lessicografica risalgono all'antichità. In particolare, gli archeologi italiani hanno ritrovato, a partire dal 1964, in Siria, nella città di Ebla, 15.000 tavolette d'argilla, fittamente ricoperte di caratteri cuneiformi, tra le quali è stato individuato il più antico dizionario del mondo datato 2300 a.C..
Di qualche secolo successivo è lo Hurra=Qubullu, il maggior glossario sumero-accadico, usato a Babilonia.
Risalgono al secondo millennio a.C. frammenti di un dizionario bilingue che traduceva parole egiziane in accadico, antica lingua semitica parlata nella Mesopotamia meridionale.
I più antichi dizionari consistono dunque in elenchi di parole comuni, tradotte in una seconda o terza lingua. L'esigenza pratica di tradurre in una lingua diversa dalla propria è all'origine delle prime compilazioni lessicografiche: gli intensi scambi commerciali e culturali che si svolgevano nel Vicino Oriente rendevano necessarie compilazioni nelle quali accanto ad un termine accadico veniva segnalata la corrispondente forma sumerica. Nel primo millennio a.C. ebbe inizio la tradizione dei dizionari monolingue, originariamente legata alla necessità di commentare e spiegare i testi antichi e sacri: in Egitto, India, Cina, Grecia e poi a Roma, in margine ai testi venivano annotate le spiegazioni delle forme difficili o rare. Esempio ne è lo Erya, glossario cinese del III secolo a.C..
In particolare, in Grecia, a partire dal V secolo a.C., nacque la necessità di corredare i poemi omerici di note di chiarimento, dette glosse, necessarie per interpretare correttamente i passi meno comprensibili dell'Iliade e Odissea. L'abitudine a glossare, a spiegare e chiarire i punti oscuri dei testi si trasformò in seguito, nell'età alessandrina, nella consuetudine di compilare elenchi di termini non comuni seguiti da spiegazioni, o dal sinonimo corrispondente. I maggiori autori di lessici greci furono Fileta di Coo, Zenodoto, Aristofane di Bisanzio, Cratete di Mallo, Apollonio Sofista, Eliodoro, Elio Erodiano, Callimaco.
Volendo citare le principali opere lessicografiche del mondo antico, bisogna citare per il latino il De Significatu verborum di Verrio Flacco (I secolo d.C.) e per il greco la Synagogé ("Raccolta") di Esichio di Alessandria.
Bisogna infine ricordare la Suda, la maggiore opera lessicografica bizantina.

### Glossari e dizionari medievali

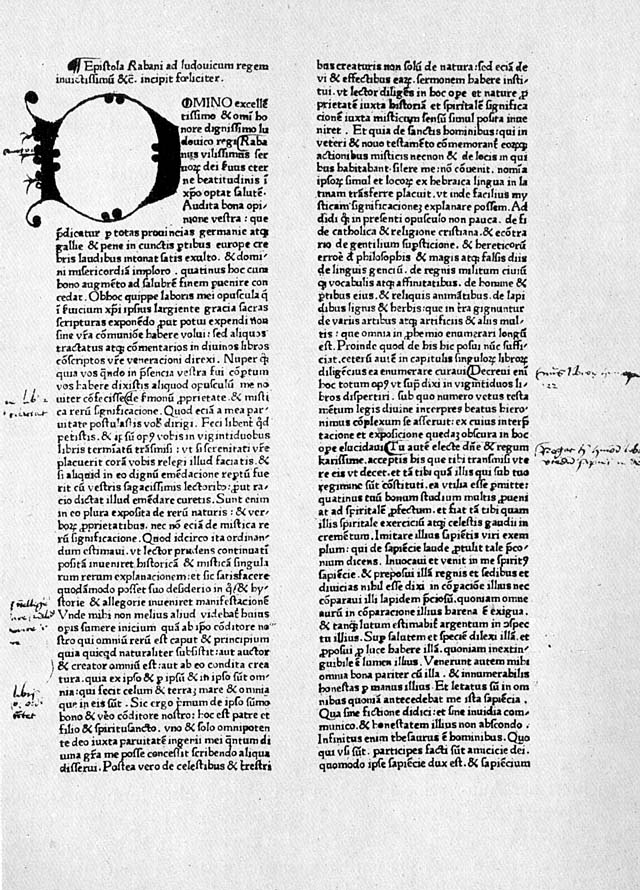
Una pagina del De rerum naturis di Rabano Mauro

Il Medioevo è dominato dall'opera monumentale, in venti libri, realizzata nel VII secolo da Isidoro di Siviglia (570-636). Negli Etymologiarum sive Originum libri viginti, Isidoro consegnò ai posteri una summa di tutto il sapere dell'antichità, con un'attenzione particolare alle etimologie, talvolta corrette, talvolta fantasiose, in un tentativo costante d'arrivare alla conoscenza attraverso la spiegazione dell'origine e del significato delle parole. La raccolta d'Isidoro presente in ogni monastero e diffusa attraverso copie manoscritte, ha influenzato tutti i glossatori e i lessicografi medievali e rinascimentali.
Altra opera di carattere enciclopedico, in ventidue libri, è il De Rerum naturis o De Universo di Rabano Mauro, arcivescovo di Magonza (784-848), nella quale le voci latine erano tradotte in tedesco o spiegate con altre parole latine.
Gli etymologica, cioè i repertori d'etimologie che elencavano parole e cose in ordine sistematico, ebbero grande fortuna nel Medioevo. Invece, la consuetudine a concepire veri e propri glossari si trasformerà, col passar del tempo, in elenchi di parole non più concepiti solo come aiuto alla lettura e alla comprensione di testi, ma come strumento pratico per chi doveva scrivere in latino, quando questa lingua non era più parlata.
Fa eccezione il Glossario di Monza, risalente al X secolo, destinato a chi, dovendo viaggiare in Oriente, aveva la necessità di conoscere parole e frasi della lingua greca: consiste in una lista di sessantacinque voci italiane provenienti dall'area lombarda, indicanti nomi comuni (parti del corpo, indumenti, animali domestici, giorni della settimana), affiancate alle voci corrispondenti greche e bizantine.
Volendo citare i glossari più rappresentativi, andrà ricordato il Vocabulista del grammatico lombardo Papias, che intorno al 1041 compilò un elenco in ordine alfabetico comprendente voci latine seguite da glosse di spiegazione, da definizioni, e da etimologie, fra le quali compaiono talvolta volgarismi, parole proprie della lingua volgare. Famoso e diffuso nel Medioevo fu anche il Liber derivationum o Magnae derivationes di Uguccione da Pisa (1150-1210), che raccolse centinaia di parole rare mescolate a volgarismi.
Dall'Italia settentrionale provengono: il Catholicon, un'enciclopedia di problemi grammaticali e sintattici, comprendente una raccolta in ordine alfabetico di voci latine e volgari di Giovanni Balbi; e il Vocabulista ecclesiastico  del savonese Giovanni Bernardo Forte, consistente in un elenco in ordine alfabetico di voci latine seguite da brevi definizioni in volgare. L'attività lessicografica in Sicilia è testimoniata dal Liber declari o Declarus, dizionario latino corredato di spiegazioni in volgare siciliano, del benedettino Angelo Senisio abate di San Martino delle Scale (Palermo), scritto probabilmente dopo il 1352.
Queste opere si fondavano sulla tecnica dell'expositio – della glossa sinonimico-esplicativa – o della derivatio – basata sul raggruppamento dei termini legati da una comune base etimologica, con l'aggiunta di definizioni rudimentali, etimologie, indicazioni grammaticali, volgarismi. Accanto a tali opere vanno considerati i numerosi glossari latino-volgari redatti tra la fine del XIV e il XV secolo, opere nelle quali venivano registrate soprattutto voci comuni, mettendo a confronto le voci latine con le corrispondenti varianti locali. Fra questi bisogna citare il glossario latino-volgare di Goro d'Arezzo, composto intorno alla metà del secolo XIV; e il Vocabolarium breve latino-veneto del bergamasco Gasparino Barzizza, databile tra la fine del secolo XIV e i primi decenni del XV, i cui vocaboli erano registrati secondo una progressione gerarchica che partiva da Dio e arrivava, dopo le voci riguardanti le parti del mondo e le attività umane, all'uomo e al suo corpo.
Raccolte d'altro genere, compilati con intenti pratici, mettevano a confronto lingue diverse: come esempio si può citare il dizionario veneziano-tedesco stampato a Venezia nel 1477 col titolo Libro el quale se chiama introito e porta, consistente in un vero e proprio dizionario bilingue per mercanti e viaggiatori, con elenchi di parole suddivisi per settore.

### L'Oriente medievale
Contemporaneamente la lessicografia fiorì anche in Oriente. In Cina il primo dizionario largamente diffuso fu lo Shuowen Jiezi pubblicato all'inizio del II secolo. Comprendeva la definizione di 9353 ideogrammi, di cui 1163 con due significati. fu con questa opera che venne introdotto l'ordine degli ideogrammi basato sui cosiddetti radicali.
Intorno al 543 venne redatto lo Yupian, comprendente la pronuncia e la definizione di più di 12.000 ideogrammi.
Nel 601 venne pubblicato il Qieyun con più di 16.000 ideogrammi.
Lo Amarakosha fu il primo lessico sanscrito, redatto da Amarasimha probabilmente nel IV secolo alla corte dei Gupta.
In giapponese il primo dizionario conosciuto, il Tenrei Bansho Meigi dell'835, accanto agli ideogrammi cinesi indicava solo la pronuncia on. Lo Shinsen Jikyo del 900 fu il primo dizionario a indicare la pronuncia kun di 21.000 caratteri cinesi.
In arabo il Lisan-al-Arab del XIII secolo e il Qamus-al-Muhit del XIV secolo erano organizzati in base all'ordine alfabetico delle radici lessicali, non delle singole parole. Il primo accanto al significato forniva anche esempi di uso del vocabolo, il secondo, più maneggevole, si limitava ad indicare la definizione.

### Gli esordi della lessicografia moderna

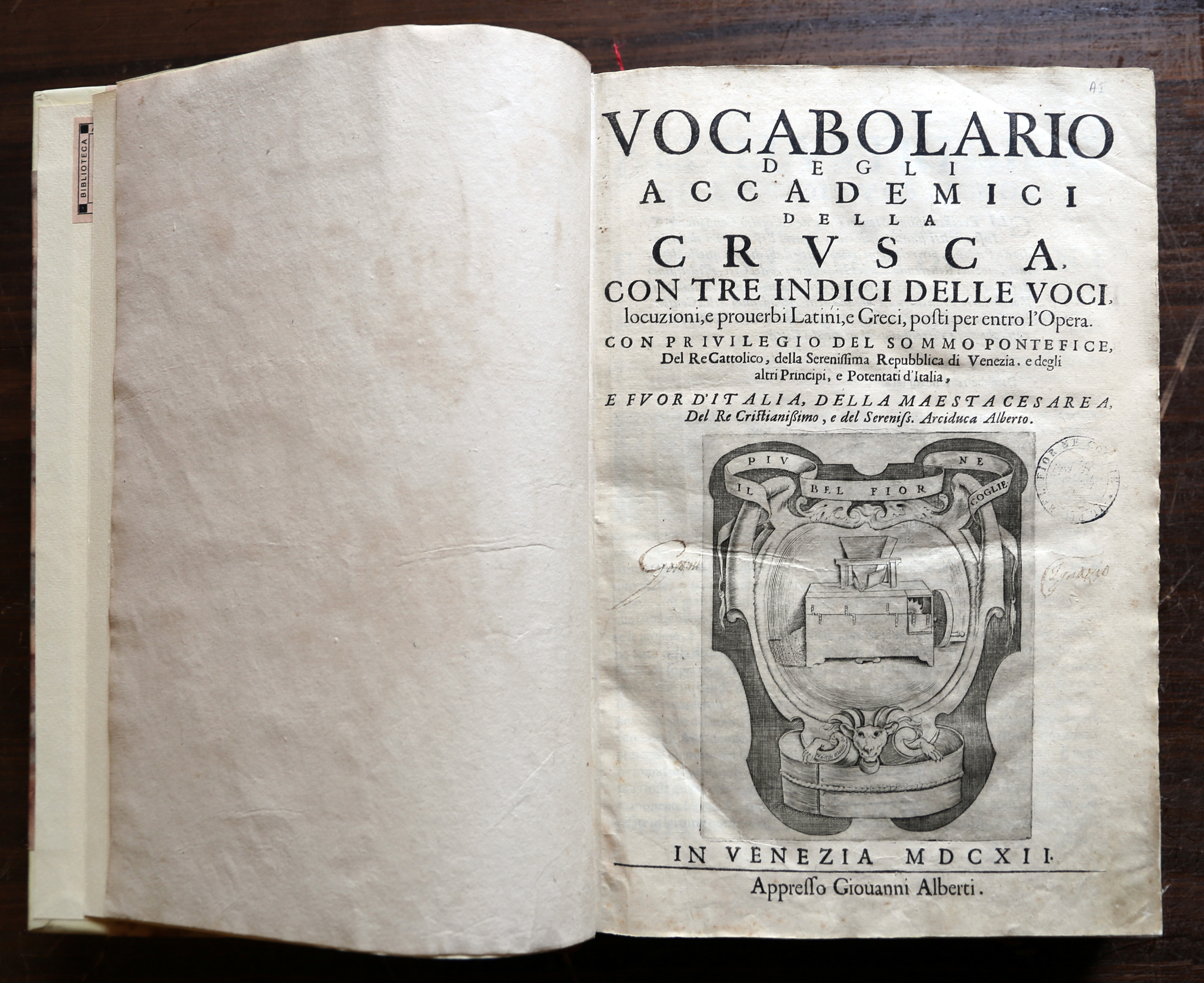
La prima edizione del Vocabolario dell'Accademia della Crusca (1612)

Solo ed esclusivamente grazie all'invenzione della stampa, nella metà del XV secolo, i dizionari, sia quelli plurilingui sia quelli monolingui, iniziarono ad avere grande diffusione. Una delle opere più note è il Dictionarium latinum dell'umanista bergamasco Ambrogio Calepio, pubblicato nel 1502, la cui fama fu tale che servì da modello a numerose altre opere dello stesso genere (il cosiddetto calepino, diventato in seguito un nome comune, col significato di “dizionario” o, usato scherzosamente, col significato di “compilazione erudita”). Nel 1531 Robert Estienne, appartenente ad una famiglia di tipografi e librai attivi a Parigi e Ginevra, e suo figlio Henri diedero rispettivamente alla stampe il Thesaurus Linguae Latinae e il Thesaurus Graecae Linguae. Nel 1771 venne pubblicato, postumo, il Totius latinitatis lexicon dell'abate Egidio Forcellini in quattro volumi.
Dalla Spagna proviene la prima grande realizzazione lessicografica di una lingua moderna: il "Tesoro della lingua spagnola" (Tesoro de la Lengua española, 1611) di Sebastián de Covarrubias. Subito dopo, a Venezia nel 1612 venne pubblicata la prima edizione del Vocabolario della Crusca, i cui compilatori s'ispirarono al fiorentinismo bembiano, ma temperato dalla concezione di Leonardo Salviati, e riuscirono nell'intento di restituire il primato linguistico al fiorentino del Trecento. Nonostante le polemiche e le discussioni per la sua impostazione eccessivamente selettiva e arcaizzante, alla fine del Seicento nessun'altra lingua moderna disponeva di un vocabolario paragonabile a quello dell'Accademia, completo per ogni lemma di esempi tratti dai classici (Dante, Petrarca, Boccaccio, Ariosto) nonché dei modi di dire che utilizzano la parola in questione.
In Francia nel 1684 Antoine Furetière pubblicò l'Essai d'un dictionnaire universel, ma l'Académie française l'accusò di plagio e lo espulse, e fu pubblicato solo nel 1690, postumo nei Paesi Bassi. Successivamente il dizionario fu rielaborato e pubblicato dai Gesuiti di Trévoux con il titolo Dictionnaire universel français et latin; nel 1694, a Parigi, apparve il Dictionnaire de l'Académie française, dedicato a Luigi XIV, in due volumi. A differenza del Vocabolario della Crusca, pur riprendendone l'impianto complessivo, gli esempi erano frutto dell'invenzione dei compilatori e i termini erano raggruppati in famiglie. L'opera, del resto, nasceva in una situazione profondamente diversa, da un punto di vista storico-culturale, rispetto al dizionario fiorentino. Nella Francia del Seicento il modello era rappresentato non dalla lingua scritta degli autori dei secoli antichi, ma dalla lingua di conversazione, dall'uso parlato della corte e dei salotti letterari, che coincideva con la lingua letteraria del tempo: diversamente da quanto avveniva in Italia, s'aveva la consapevolezza di disporre di una lingua nel momento del suo massimo splendore, e di poter offrire esempi tratti dall'uso contemporaneo, senza dover ricorrere agli scrittori dei secoli passati.
Il primo dizionario della lingua portoghese, il Vocabulario portughez e latino, venne pubblicato dal chierico regolare Raphael Bluteau a Coimbra tra il 1712 e il 1721. Diversamente dal Dictionnaire de l'Accadémie française e dal Vocabolario della Crusca, registrava termini appartenenti alla scienza, alla tecnica, alle arti, accoglieva i prestiti europei ed extraeuropei, citando molti esempi tratti non solo dagli autori portoghesi, ma anche da quelli latini.
Tra il 1726 e il 1739 a Madrid apparve il Diccionario de la lengua castellana, a cura della Real Academia Española, basato sul modello letterario e puristico della terza edizione del Vocabolario della Crusca (1691) e su una larga registrazione di citazioni letterarie d'autori dal Duecento al Seicento.
In Inghilterra, nel 1604, Robert Cawdrey pubblicò la prima raccolta monolingue della lingua inglese, A Table Alphabeticall, contenente 2.500 parole difficili e oscure, chiarite attraverso brevi definizioni o sinonimi. Nel 1755 Samuel Johnson diede alle stampe A Dictionary of the English Language, che si fondava sull'autorità degli scrittori attivi fra l'età elisabettiana e la Restaurazione, e condivideva con il Vocabolario della Crusca, sul quale era modellato, l'impostazione puristica, la censura dei forestierismi non assimilati e l'abbondanza delle citazioni. Il dizionario inglese si distingueva nettamente dal modello cruscante per il carattere semienciclopedico e la larga accoglienza di parole tecniche. L'opera, inoltre, si rivolgeva non solo agli scrittori e gli intellettuali, ma anche alle persone comuni, i lettori che ricorrevano al dizionario per risolvere i propri dubbi linguistici.
Nel 1691 fece la sua comparsa in Germania il Der Teutschen Sprache Stammbaum und Fortwachs oder Teutscher Sprachschaltz (“Albero genealogico e sviluppo della lingua tedesca o Tesoro tedesco”), il primo dizionario tedesco moderno compilato dal poeta e filologo Kaspar Stieler.
Nel 1789 apparve postumo il Vocabolario napoletano-toscano del famoso economista Ferdinando Galiani. L'accademico della Crusca Michele Pasqualino nel 1790 pubblicò il proprio Vocabolario etimologico siciliano.

### L'Ottocento

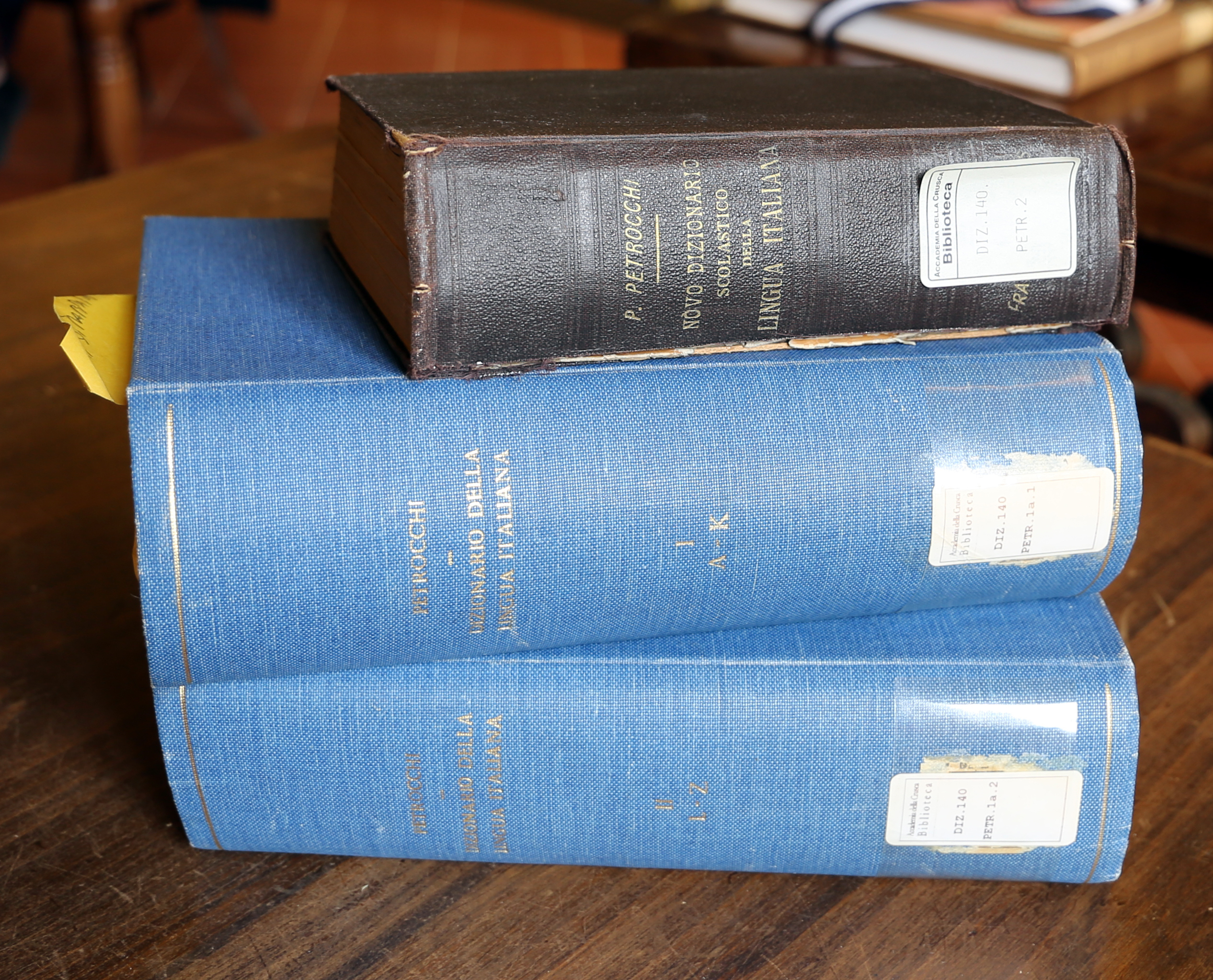
Un dizionario ottocentesco, il Policarpo Petrocchi (biblioteca dell'Accademia della Crusca)

Francesco Cherubini pubblicò nel 1814 il Dizionario milanese-italiano in due volumi e nel 1839-1843 il Vocabolario milanese-italiano in cinque volumi.
Nel 1828 uscì An American Dictionary of the English Language di Noah Webster, il primo dizionario dedicato specificamente all'american english.
Giuseppe Boerio pubblicò il suo Dizionario del dialetto veneziano, bilingue, nel 1829. La prima edizione del Nuovo dizionario siciliano-italiano di Vincenzo Mortillaro di Villarena uscì nel 1838.
Nel 1839-40 apparve il Diccionari de la llengua catalana ab la corresponencia castellana y llatina del padre Labèrnia. Basilio Puoti redasse il Vocabolario domestico napoletano e toscano nel 1841.
La prima edizione di A Greek-English Lexicon di Liddell e Scott uscì nel 1843.
Nel 1851 Giovanni Casaccia pubblicò il Dizionario genovese-italiano, che stabilì anche la grafìa per lungo tempo seguìta di questa lingua. Non era il primo dizionario di genovese ma divenne rapidamente quello più seguito. Nello stesso anno uscì anche il Vocabulariu sardu-italianu et italianu-sardu di Giovanni Spano. Per quanto riguarda il piemontese, benché preceduto da altri dizionari (con l'italiano; con il francese; con italiano, francese e latino) viene considerato "classico" il Gran dizionario piemontese di Vittorio di Sant'Albino (1859).
Vladimir Ivanovič Dahl pubblicò il suo Dizionario ragionato della lingua grande-russa vivente fra il 1863 e il 1866.
In francese nel corso dell'Ottocento uscirono molti dizionari in cui veniva lasciato maggiore spazio al lessico scientifico e tecnico, quali quelli di Charles Nodier (1823), di Napoléon Landais (1834), di Louis-Nicolas Bescherelle (1856). Ma il più importante dizionario francese del secolo rimane il Littré (pubblicato fra il 1863 e il 1872).
In italiano l'opera più famosa e duratura del secolo fu il Dizionario della lingua italiana di Niccolò Tommaseo, edito fra il 1861 e il 1873.
Il rinnovatore della poesia provenzale Frédéric Mistral redasse fra il 1878 e il 1886 Lou Tresor dòu Felibrige, dizionario bilingue provenzale-francese, che rimane tuttora la maggiore opera lessicografica su questa lingua.
Infine, a cavallo fra Otto e Novecento furono pubblicate le grandi opere lessicografiche nelle lingue germaniche.
Nel 1838 i Fratelli Grimm iniziarono la pubblicazione del Deutsches Wörterbuch, la più completa opera lessicografica per il tedesco, il cui primo volume apparve nel 1858 e che fu completata solo nel 1961.
Per l'olandese iniziò nel 1863 il grande progetto del Woordenboek der Nederlandsche Taal terminato solo nel 1998. Pubblicata dall'Instituut voor Nederlandse Lexicologie, quest'opera (il più esteso lessico di una lingua moderna) comprende tutti i vocaboli olandesi dal 1500 al 1921.
Nel 1888 uscì il primo fascicolo della prima edizione dell'Oxford English Dictionary, terminato nel 1921, la maggiore opera lessicografica relativa all'inglese.
Nel 1898 fu edito il primo volume dello Svenska Akademiens ordbok la cui pubblicazione è ancora in corso, il maggior vocabolario della lingua svedese.

### Il Novecento

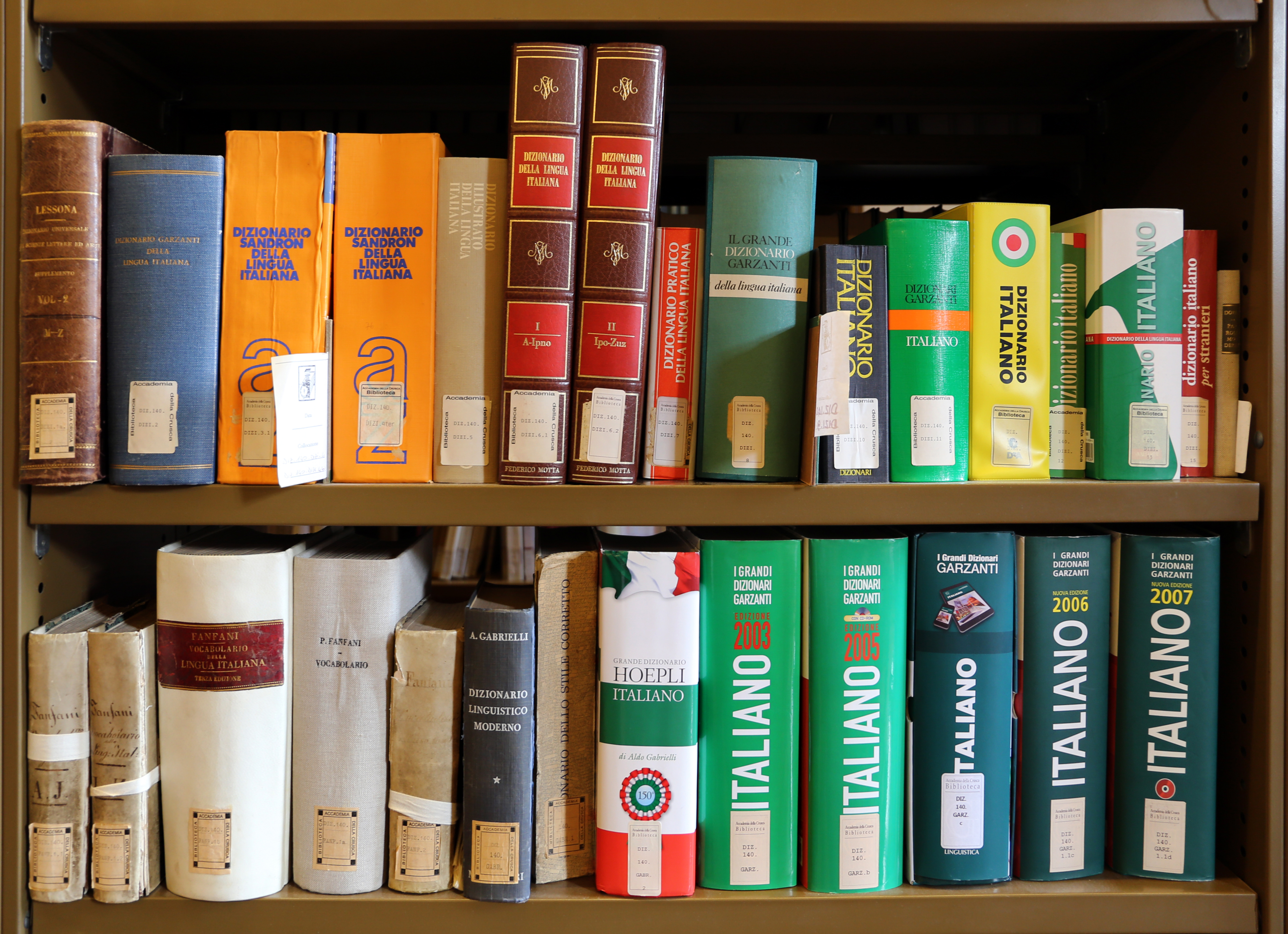
Dizionari di italiano moderni

Benché abbia visto apparire le edizioni aggiornate di molte opere storiche, nonché la nascita di nuovi lessici scientifici, il XX secolo si caratterizza soprattutto per la diffusione dei dizionari in un solo volume, presenti in molte case, che diventano antonomastici in ogni lingua per indicare il dizionario. Per l'italiano è possibile citare lo Zingarelli e il Devoto-Oli. Fuori dai confini nazionali si possono ricordare il Duden per il tedesco e Le Petit Robert per il francese.
Nel corso del Novecento è da segnalare anche un'abbondante produzione di dizionari relativi ai dialetti tedeschi.

### Il Duemila
Nel nuovo millennio si affermano i dizionari telematici, quale il Wikizionario.

## Descrizione

### Dizionarioevocabolario
I termini dizionario e vocabolario possono essere usati come sinonimi, in quanto possono indicare l'opera che raccoglie in ordine alfabetico le parole di una o più lingue (un dizionario o vocabolario: tascabile; della lingua italiana; italiano-francese; bilingue).
Il primo, rispetto al secondo, può indicare anche trattazioni enciclopediche non esclusivamente lessicali, disposte alfabeticamente, che raccolgono nomi e nozioni di letteratura, arti, scienze (un dizionario enciclopedico, biografico, geografico) o anche opere che raccolgono le parole di una lingua per categorie concettuali, in famiglie o gruppi (dizionari metodici, analogici, ideologici).
Il termine vocabolario, rispetto a dizionario, può avere anche il significato di corpus lessicale: “patrimonio lessicale di una lingua” o “insieme dei vocaboli propri di un certo settore o di un singolo autore”. In questi casi, il termine vocabolario si distingue da dizionario perché può anche indicare l'insieme delle parole di una lingua o di un individuo, indipendentemente dalla loro registrazione in un repertorio, mentre dizionario è usato solo per indicare l'opera che raccoglie il lessico stesso.
La lessicografia indica l'attività e la tecnica della raccolta e della definizione dei vocaboli appartenenti al lessico di una lingua o di un dialetto o di un gruppo di lingue e dialetti e anche, in particolare, l'attività che ha per oggetto la redazione di dizionari di vario tipo, sia quelli descriventi una lingua in un determinato momento o periodo della sua storia, sia quelli che ne documentano l'evoluzione e la trasformazione attraverso il tempo.
La lessicologia indica invece lo studio sistematico del sistema lessicale di una o più lingue.

### Tipologie
Esistono vari tipi di dizionario. Riguardo al contenuto e alla sua organizzazione un dizionario può essere:
- Monolingue: i vocaboli sono spiegati nella stessa lingua del dizionario stesso
- Bilingue: i vocaboli sono tradotti in un'altra lingua, esplicitando spesso differenze non solo lessicali ma anche sintattiche ed etimologiche
- Etimologico: viene privilegiata l'etimologia delle parole
- Dei sinonimi e dei contrari: riporta, di ogni vocabolo, i suoi sinonimi e i suoi contrari.
- Analogico: detto anche dizionario nomenclatore, elenca concetti generali o campi di significato fornendo per ciascuno gruppi di termini attinenti.
- Inverso: ha un ordine alfabetico rovesciato rispetto alle combinazioni tradizionali, favorendo la compilazione di rime e anagrammi.

Riguardo al supporto fisico che contiene il dizionario ci sono pure varie possibilità:
- Cartaceo: il dizionario è stampato su carta, nel classico formato di un libro, solitamente di generose dimensioni
- Elettronico: il dizionario è in forma digitale, contenuto su un CD-ROM o sull'hard disk di un computer; in questo caso l'ordinamento alfabetico dei vocaboli perde significato, in quanto l'accesso è solitamente diretto
- Online: un particolare dizionario elettronico che si può consultare collegandosi ad internet.

Esistono vari tipi di dizionari. Gli studiosi hanno cercato di delinearne una tipologia complessiva, al fine d'individuare e segnalare i tratti distintivi d'ogni realizzazione lessicografica. Ma i tentativi di costituire tipologie generali dei dizionari si sono rivelati, però, insoddisfacenti o incompleti. E alcuni autori hanno suddiviso le opere in base ai principali elementi distintivi, o in base alle principali contrapposizioni fra alcuni tipi di dizionari.
In particolare alcuni linguisti hanno tracciato una distinzione e una netta separazione fra i "dizionari di cose", cioè i dizionari enciclopedici, e i "dizionari di parole", cioè i dizionari linguistici veri e propri. Il lessicografo francese Bernard Quemada ha espresso perplessità nei confronti di distinzioni di questo genere, fondate su un numero limitato di tratti distintivi, preferendo ricorrere ad un criterio più storico e metodologico che tipologico, basandosi sulla constatazione che non esista opera in cui non si sovrappongano e mescolino tratti tipologici diversi:
Dizionari storiciregistrano la tradizione letteraria scritta attraverso la citazione d'esempi d'autori, per testimoniare l'uso delle singole parole o delle locuzioni nelle varie epoche. Si tratta di dizionari di tipo diacronico, che descrivono la lingua nella sua evoluzione storica, basandosi su una fraseologia tratta da testi letterari d'ogni tempo. La fisionomia tradizionale dei dizionari storici, che fino a qualche tempo fa si proponevano di registrare esclusivamente la lingua letteraria, s'è progressivamente modificata, fino ad accogliere anche testi non letterari.
Dizionari dell'usoregistrano la lingua contemporanea in una dimensione sincronica, nel funzionamento e nei caratteri attuali, ma prendendo in considerazione anche voci del passato, arcaiche o antiquate, varietà regionali, voci letterarie. La lingua italiana scritta, del resto, deve tener conto anche del bagaglio letterario, indispensabile per la lettura dei classici. Non solo: nella lingua comune sono frequenti gli usi scherzosi o marcati di parole o varianti desuete, e bisogna tener conto anche della possibilità che un termine raro abbia una nuova diffusione e popolarità. I dizionari dell'uso hanno avuto una grande diffusione soprattutto a partire dal Novecento: possono presentare un certo margine di differenza gli uni dagli altri, a seconda del criterio di scelta iniziale, che può privilegiare o respingere determinati settori di lingua, con variazioni individuali rispetto all'accoglimento delle citazioni letterarie, dei neologismi, della fraseologia più o meno abbondante, della terminologia scientifica. Il valore dell'opera va misurato sulla capacità di fornire informazioni grammaticali, indicazione sul livello stilistico, sulla frequenza d'uso, con numerosi esempi di fraseologia esplicativa.
Dizionari etimologicihanno il compito di tracciare la biografia di una parola, ripercorrendone la storia attraverso la documentazione scritta, dalla prima attestazione conosciuta fino ad oggi, e descrivendone le modificazioni di significato subite nel corso del tempo. In questo tipo di dizionari è possibile trovare la data e il luogo di prima attestazione delle parole registrate, anche se l'accertamento di tale data è sempre relativo. L'operazione che sposta all'indietro la data di nascita di una parola si chiama retrodatazione. Invece, la postdatazione, cioè l'assegnazione di una data posteriore a quella normalmente indicata nei dizionari, può essere fatta in seguito a scoperte di vario tipo: errori di stampa, interpretazioni errate, confusione tra autori diversi o tra opere diverse d'uno stesso autore, ecc… Si può essere matematicamente certi della data di nascita d'una parola solo quando se ne conosce il creatore, definito da Bruno Migliorini onomaturgo (chi conia parole nuove, inventore di neologismi). È importante stabilire quando una parola è nata, ma è altrettanto importante stabilire dov'è nata. Se il ritrovamento viene fatto in un testo significativo, noto e diffuso, si può immaginare che la prima attestazione coincida con il suo atto di nascita. Quando la datazione avviene grazie al ritrovamento in un documento che non ha avuto alcuna circolazione, si tratta di una curiosità, che non modifica, nella sostanza, la storia di una parola.
Dizionari dei sinonimiregistrano, per ogni lemma, i rispettivi sinonimi. Sono detti sinonimi due o più parole che hanno sostanzialmente lo stesso significato, in quanto la sinonimia assoluta, la perfetta uguaglianza di significato tra due o più parole, in realtà non esiste, o è molto rara. Non vi sono, infatti parole con una somiglianza di significato tale da poter esser usate indifferentemente, in tutte le occasioni, ma esistono, invece, parole che esprimono la medesima idea principale, ciascuna con caratteri e sfumature particolari. I sinonimi assoluti sono pochissimi (le preposizioni "tra" e "fra", gli avverbi "qui" e "qua", le congiunzioni causali "poiché" e "siccome"), ma anche in questi casi esistono delle sottili differenze e sfumature stilistiche tra le due forme. In questo tipo di dizionario è possibile trovare non solo i sinonimi approssimativi o parziali, ma le parole legate da un rapporto d'equivalenza in determinati contesti e di significato contrario.
Dizionari metodicidetti anche concettuali, sistematici, nomenclatori, ideologici, sono dizionari nei quali le parole non sono disposte alfabeticamente, ma raggruppate in base all'affinità delle nozioni che esprimono. Sono detti metodici o sistematici perché gli autori raggruppano i termini secondo un particolare sistema o metodo. La maggior parte dei dizionari, ordinati alfabeticamente, sono detti semasiologici: presuppongono la conoscenza di un significante (l'immagine acustica o visiva, la faccia esterna del segno linguistico) e consentono di scoprirne il significato (l'immagine mentale, la faccia interna del segno linguistico). I dizionari metodici, detti onomasiologici, raggruppano le parole in base a criteri semantici e risalgono dalla cosa e dal suo significato alla parola che vi si riferisce, il significante.: I dizionari metodici sono stati pubblicati a partire dal Settecento, ma soprattutto nel corso dell'Ottocento, in seguito all'Unità d'Italia. Generalmente erano dizionari domestici, o di arti e mestieri, o specialistici, e svolgevano un'importante funzione d'alfabetizzazione e d'educazione popolare. Al loro interno erano divisi in vere e proprie sezioni: le voci possono esser elencate con una suddivisione che si riferisce al corpo umano, all'abbigliamento, alla casa e al suo arredo, agli alimenti, agli animali, all'agricoltura, alle arti, ai mestieri, ecc…
All'interno di ciascuna categoria i termini vengono registrati secondo l'ordine alfabetico, con una spiegazione, talora anche con citazioni da altri dizionari o da autori. Passato il gran momento di successo nel corso dell'Ottocento, i dizionari metodici di tipo domestico sono oggi più rari. Sono ancor in uso, invece, i dizionari analogici, che si propongono d'elencare una serie di voci-guida, attorno alle quali vengono raggruppate tutte le altre espressioni. Anche questi dizionari registrano le parole seguendo un ordine logico, ma le voci sono elencate secondo l'appartenenza a campi semantici o a serie e catene nomenclatorie, secondo un ordine logico.
Dizionari di neologismiregistrano le parole e le locuzioni nuovi d'una lingua, hanno lo scopo di testimoniare l'innovazione lessicale nelle sue varie manifestazioni e riportano con ampiezza anche voci legati a momenti ed episodi particolari, a mode e tendenze estemporanee. Il loro capostipite è il Dizionario moderno di Alfredo Panzini (1905). Già nel corso dell'Ottocento erano state pubblicate raccolte di parole nuove, ma si trattava d'elenchi compilati con intenti puristi, nei quali parole e locuzioni venivano segnalate come barbarismi da censurare. Con la pubblicazione, a partire dal 1986, del Dizionario delle parole nuove di Manlio Cortelazzo e Ugo Cardinale, i dizionari di neologismi iniziarono a riprodurre anche i contesti e le datazioni relativi a ogni entrata, essenziali per poter collegare correttamente il neologismo all'ambito d'uso.
Dizionari enciclopedicicondividono molti aspetti dei dizionari dell'uso e dei dizionari storici, perché fondono in un'unica opera la parte enciclopedica e la parte più propriamente linguistica. Trovano posto sia le indicazioni grammaticali, etimologiche, le trascrizioni fonematiche, le definizioni, la fraseologia, le citazioni d'autore, tipiche dei dizionari storici e dell'uso, sia ampie trattazioni di carattere enciclopedico. Questi dizionari comprendono anche i nomi propri.
Concordanzesono repertori alfabetici delle parole contenute in una o più opere d'un autore, con l'indicazione e la citazione di tutti i luoghi in cui esse ricorrono. A partire dagli anni cinquanta del Novecento, grazie agli spogli lessicali delle opere di Tommaso d'Aquino, eseguiti dal gesuita padre Roberto Busa, s'è sviluppata in Italia la lessicografia computazionale, che consente di compilare liste dei contesti nei quali appare una determinata parola, con indicazioni di frequenza. Le concordanze riportano tutte le occorrenze d'una determinata forma, presente in un testo in prosa o in poesia. Oltre ai dizionari veri e propri, esistono raccolte di diverso tipo, finalizzate a misurare, attraverso ricerche di statistica linguistica, i diversi livelli di frequenza d'uso delle parole nella lingua italiana. Consultando queste liste di frequenza, è possibile verificare il numero delle volte in cui una parola è presente in discorsi o in testi scritti. In particolare sono state compilate liste di frequenza dell'italiano scritto (Lessico di frequenza della lingua italiana contemporanea, 1971) e dell'italiano orale (Lessico di frequenza dell'italiano parlato, 1993).
Dizionari d'ortografia e pronunciasi limitano a indicare la corretta grafia e pronuncia delle parole della lingua italiana. L'EIAR (l'Ente Italiano per le Audizioni Radiofoniche) pubblicò sin dal 1939 un Prontuario di pronuncia e di ortografia, a cura di Giulio Bertoni e Francesco Alessandro Ugolini. Nel 1969 è stato pubblicato dall'ERI (Edizioni RAI-Radiotelevisione italiana) il Dizionario d'ortografia e di pronunzia (DOP), redatto da Bruno Migliorini, Carlo Tagliavini e Piero Fiorelli, poi riedito nel 1970, nel 1981 e di nuovo nel 2010 (con contenuto triplicato): vi sono registrati circa 140.000 vocaboli, con l'indicazione della corretta ortografia e pronuncia. Nel 2007 la RAI ha presentato al pubblico una nuova edizione multimediale del DOP, aggiornata e molto accresciuta.
Dizionari dialettalisono stati pubblicati soprattutto nell'Ottocento, ma la produzione continua tuttora, naturalmente con criteri di maggior scientificità. In essi si cercano le corrispondenze tra le voci di un dialetto e quelle italiane, e si dà largo spazio alla fraseologia.

#### Dizionari gergali
Raccolgono parole e locuzioni provenienti dal gergo, ovvero una lingua convenzionale usata da gruppi ristretti di persone con lo scopo di non farsi capire, oppure sottolineare o meno la propria appartenenza a un certo gruppo. Nel corso del tempo questi dizionari hanno registrato i gerghi della malavita, dei militari, dei vagabondi, dei drogati.
Dizionari inversi e rimarinei quali le parole sono disposte in ordine alfabetico rovesciato, partendo dall'ultima lettera. Se ne servono i linguisti (per individuare tutte le parole che hanno lo stesso suffisso o per analizzare la struttura delle parole composte), i poeti, i parolieri (che hanno bisogno di trovare con facilità tutte le parole che possono far rima) e gli enigmisti.
Dizionari analogicipermettono la ricerca lessicale sulla base di approcci concettuali. Hanno lo scopo di permettere il reperimento di una parola della quale si ignora (o non si ricorda) l'eventuale espressione lessicale (al contrario del tradizionale dizionario, in cui la finalità è, di norma, quella di reperire il significato – o i significati – associati a una parola conosciuta). Il dizionario analogico risulta utile quando si verifica almeno una delle seguenti condizioni: 
- si conosce il significato associato alla parola da cercare;
- si conosce una parola con un significato correlato a quella cercata.

A differenza dei dizionari metodici, non contengono definizioni, e le parole sono raggruppare non per repertori ma per campi semantici.
Dizionari delle collocazionipermettono di trovare le collocazioni, quel particolare tipo di combinazioni lessicali (chiamate tecnicamente «co-occorrenze») che costituiscono un terreno molto ostico soprattutto per i discenti e i parlanti non di madrelingua, ma la cui conoscenza è fondamentale per la padronanza di una lingua e per raggiungere un livello avanzato nell'apprendimento di una seconda lingua. In difetto, si ottengono enunciati che, perfino quando grammaticalmente corretti, possono essere carenti sotto l'aspetto della cosiddetta "proprietà di linguaggio" (ad esempio, "un caffè potente" al posto di "un caffè forte"), da cui deriva un senso di incompletezza e di scarsa articolazione nell'espressione, tali da compromettere la comunicazione in misura anche nettamente superiore rispetto alla commissione di errori sintattici e grammaticali.

## Struttura
La scienza di comporre i dizionari è stata definita da Bernard Quemada dizionaristica, la quale si basa su regole e convenzioni che si sono andate consolidando e perfezionando nel tempo. Nei dizionari esiste una macrostruttura e una microstruttura.
La macrostruttura è rappresentata dall'ordinamento generale dei materiali che formano il corpo del dizionario (ad esempio, l'ordine alfabetico o l'ordine sistematico), dall'introduzione al dizionario, dalle avvertenze per l'uso dell'opera, dalle eventuali appendici (elenchi di sigle e abbreviazioni, di nomi di persona, di nomi di luogo, glossari di locuzioni latine, di modi di dire…). Il corpo del dizionario è costituito dall'insieme dei lemmi. In lessicografia, il termine lemma può indicare sia l'entrata d'ogni singola voce sia l'articolo stesso che le è dedicato; per evitare confusione, è preferibile usare i termini lemma o esponente o entrata per il primo significato, articolo o voce per il secondo.
La microstruttura è rappresentata dall'insieme di tutti gli elementi che compongono una voce:
- l'intestazione
- la trascrizione fonetica
- la divisione in sillabe
- le indicazioni di pronuncia
- le indicazioni delle varietà grafiche
- le indicazioni morfologiche (declinazione dei nomi e degli aggettivi, coniugazione dei verbi, indicazione del plurale, del femminile, ecc…)
- l'indicazione della categoria grammaticale
- l'indicazione delle marche d'uso
- la definizione
- la fraseologia e gli esempi d'uso
- i sottolemmi
- i sinonimi e i contrari
- Il chiavistello

### Lessemi, lemmi, sottolemmi, lemmario

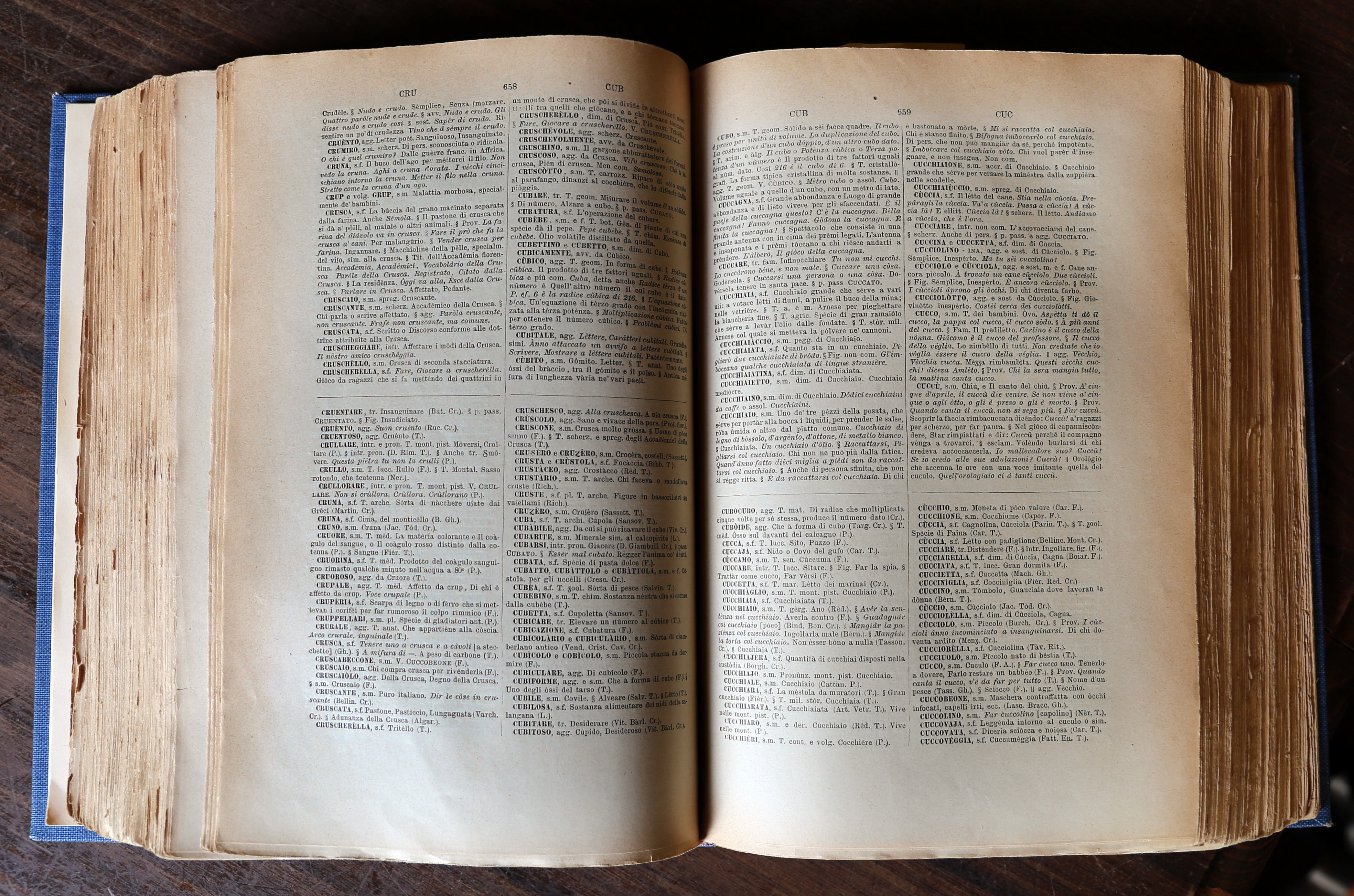
Un dizionario

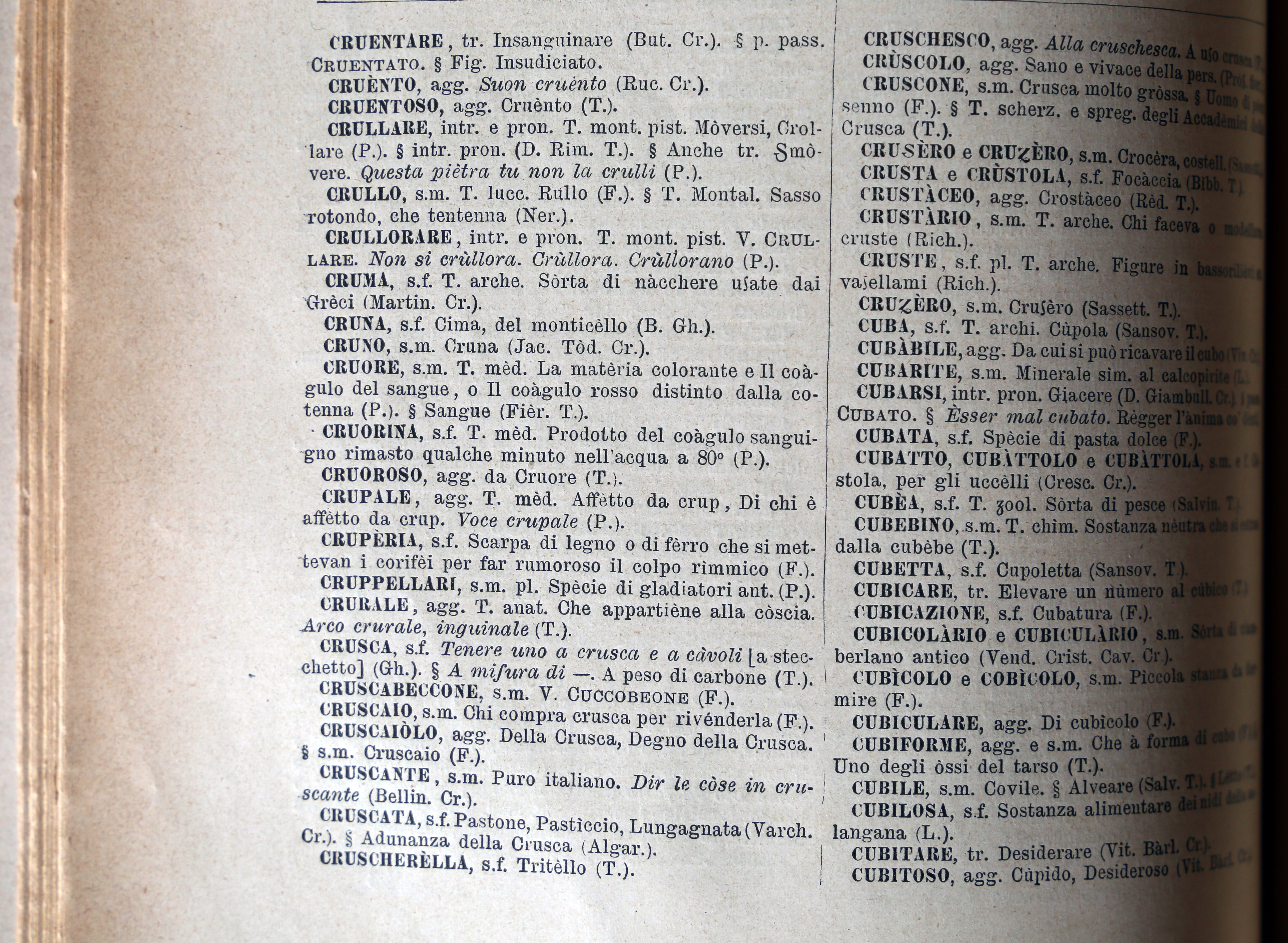
Un elenco di lemmi nel Policarpo Petrocchi

Col termine lessema s'indicano quelle che, convenzionalmente, sono le forme base d'una parola, le unità di lessico considerate in astratto: cioè l'infinito per i verbi, il singolare maschile per i sostantivi, gli aggettivi, i pronomi, gli articoli. Naturalmente, i sostantivi che hanno forme autonome al femminile sono registrati a parte. Per gli aggettivi viene riportato il grado positivo, ma le forme irregolari del comparativo e del superlativo sono classificate come forme autonome.
Il lemma è la singola forma registrata in ordine alfabetico nel dizionario, detta anche esponente o entrata; rappresenta in genere un sostantivo, un aggettivo, un pronome, un verbo, ma può anche consistere in un sintagma o in una locuzione, considerate come un'unità lessicale, oppure un prefisso o un suffisso.
I sottolemmi, pur avendo una propria autonomia semantica, non costituiscono vere e proprie unità lessicali, e quindi non sono registrati autonomamente, ma vengono relegati in posizione secondaria, in fondo alla trattazione del lemma. Sono collocate fra i sottolemmi:
- le forme alterate dei sostantivi e degli aggettivi (diminutivi, vezzeggiativi, spregiativi, accrescitivi, peggiorativi)
- gli avverbi in –mente, quando il loro uso e significato coincidono con quelli dell'aggettivo dal cui tema sono formati
- il participio presente e il participio passato, quando siano usati con funzione d'aggettivo o di sostantivo, senz'aver tuttavia un'autonomia semantica e d'uso che ne richieda una registrazione autonoma.

L'elenco dei lemmi contenuti in un dizionario è detto lemmario. Ogni lemma è formato da una sequenza fissa di più elementi:
- intestazione della voce
- definizione della voce, con l'indicazione del significato o dei significati e relativa esemplificazione, fraseologia, citazioni
- eventuali sottolemmi

### Intestazione, definizione, marche d'uso
L'intestazione contiene, subito dopo il lemma, il corredo d'informazioni che lo riguardano. Queste informazioni variano a seconda dei dizionari. Tuttavia l'intestazione è costituita dal lemma, seguito dalle indicazioni di pronuncia: la posizione dell'accento tonico e il timbro aperto o chiuso delle vocali ‘e, o’ o la posizione dell'accento tonico sulle vocali ‘a, i, u’, la pronuncia sorda o sonora delle consonanti ‘s, z’, la pronuncia della velare di ‘g’ davanti a ‘li’, la pronuncia disgiunta del nesso grafico ‘sc’, ecc… Molti dizionari riportano anche la trascrizione in alfabeto fonetico internazionale e la sillabazione, nonché le varianti del lemma. Alle indicazioni di pronuncia seguono le indicazioni necessarie per la classificazione grammaticale del lessema, e l'etimologia – che in molti dizionari è collocata, invece, alla fine della voce.
La definizione è il luogo in cui s'illustra il significato del lessema, se unico, o si sviluppano e definiscono le sue varie accezioni, quando si tratti di parole polisemiche, aventi più d'un significato. La distinzione dei vari significati può esser articolata in più accezioni, distinte da numeri progressivi stampati in neretto, che a loro volta possono essere suddivisi mediante lettere, sempre in neretto. Le accezioni sono ordinate secondo un criterio cronologico, a partire da quella più antica, ma nei dizionari dell'uso moderni si preferisce non seguire il criterio storico in modo rigido. Tutte le parole utilizzate nelle varie accezioni delle definizioni sono a loro volta lemmatizzate. Le definizioni dei dizionari dovrebbero esser obiettive, ma talvolta diventano il luogo nel quale affiora l'ideologia del lessicografo. Tuttavia, in questi casi, il lessicografo cerca di mantenere un giusto equilibrio e la volontà di stigmatizzare abitudini ed espressioni deprecabili. In genere le accezioni in cui sedimentano pregiudizi o stereotipi vengono segnalate con prese di distanza.
Le marche d'uso segnalano l'ambito o il registro d'uso. Tali marche possono indicare la frequenza d'uso della parola, il settore disciplinare d'appartenenza, l'uso figurato o estensivo, l'ambito geografico. Talvolta servono come indicatori del tono o del registro espressivo.

### Definizioni sinonimiche, definitori, datazione
Una caratteristica che accomuna tutti i dizionari è quella di ricorrere a sinonimi o perifrasi. La sinonimia si basa su una parziale equivalenza di significato dei termini, più che sulla totale identità.
Per introdurre le definizioni, ci si serve anche di perifrasi rese con frasi relative (‘seduttore’ equivale a ‘che seduce’, ‘che esercita una forte attrazione’) Per introdurre le definizioni, si può ricorrere ai definitori, che servono a immettere determinate classi di derivati.
La datazione è presente anche in dizionari non etimologici: viene indicata, a seconda dei casi, alla fine o all'inizio delle voci, in genere racchiusa tra parentesi quadre, prima o dopo l'etimologia. La datazione corrisponde, nella maggior parte dei dizionari dell'uso, alla prima attestazione nota della parola nella lingua scritta di un testo.

### Fraseologia e citazioni letterarie
La fraseologia è l'insieme delle espressioni proprie di una lingua, un elemento indispensabile per integrare e render evidenti i significati e gli usi della voce. Essa è presente, anche se in e con modalità diverse un po' in tutti i vocabolari. Nei dizionari storici attuali la fraseologia è tratta da citazioni letterarie o da brani giornalistici, testi scientifici, ecc…; nei dizionari dell'uso, i vari significati d'una parola sono illustrati sia da passi d'autore, sia da esempi non d'autore, preparati dalla redazione per testimoniare l'uso corrente della lingua, sia orale che scritta.

### Arcaismi e voci poetiche e letterarie
Nei dizionari dell'uso sono registrati anche gli arcaismi e le voci poetiche e letterarie, cioè forme linguistiche della lingua del passato, della poesia e della letteratura, che non sono usate o lo sono di rado nella lingua comune. La necessità di documentare e spiegare parole ed espressioni presenti nei testi degli autori antichi, e la sopravvivenza di quelle forme in contesti scritti, per influsso della tradizione, e in contesti orali, per fini stilistici o per dare particolare enfasi al discorso.

### Forestierismi, neologismi, regionalismi
I forestierismi sono parole importate da altre lingue. Nel passato si sono manifestati vari movimenti e campagne d'opposizione e censura nei confronti dell'ingresso di parole straniere nella nostra lingua. Lo stesso tipo d'opposizione ha riguardato i neologismi. Nei dizionari i lessicografi accolgono o rifiutano le nuove entrate valutando ogni volta l'opportunità di registrare forme che si rivelino, nel tempo, solo apparizioni effimere e occasionali. Un discorso analogo vale per i regionalismi, presenti, in misura diversa, nelle varie edizioni dei dizionari, con scelte e preferenze talvolta determinate dalla provenienza geografica dei redattori dell'opera. I regionalismi acquistano una nuova vitalità e una diffusione nazionale grazie all'uso e al rilancio di forme particolarmente espressive da parte della stampa.

## Dizionari italiani

### Dagli elenchi manoscritti ai primi dizionari
Già alla fine del Quattrocento in varie città italiane si iniziò ad avvertire l'esigenza di definire e codificare il volgare in raccolte che avessero pari autorità rispetto ai repertori latini e a quelli latino-volgari. I primi esperimenti di compilazioni monolingui furono fatti in Toscana, la regione nella quale il volgare aveva raggiunto risultati d'altissimo livello nella poesia e nella prosa. Il primo esempio è il Vocabulista del poeta e umanista Luigi Pulci, consistente in una lista alfabetica d'oltre settecento vocaboli, seguiti da una breve definizione. Si tratta, probabilmente, di un dizionarietto concepito per uso personale, con una funzione solo autodidattica, confermata dalla presenza di molte delle voci raccolte poi nel Morgante.
Accanto ad esse vanno ricordate le liste di vocaboli di Leonardo da Vinci, contenute nel manoscritto Trivulziano e in un foglietto del codice Windsor, stese fra gli ultimi anni del XV secolo e i primi del XVI. Si tratta di una raccolta di circa 8.000 parole appuntate sui margini delle pergamene contenenti disegni e progetti. Sono soprattutto termini dotti, ma anche forme dialettali non toscane, registrate per uso personale, per conservarne la memoria e per costruire un prontuario di voci volgari.
Accanto a questi primi tentativi monolingui continuava la produzione di dizionari bilingui con finalità didattiche: un esempio del metodo usato per l'insegnamento del lessico latino è il Vallilium del vescovo agrigentino Nicola Valla, pubblicato a Firenze nel 1500, che mette a confronto voci volgari con le corrispondenti voci latine.
I primi dizionari a stampa del volgare videro la luce a Venezia, città nella quale la presenza congiunta di Aldo Manuzio e Pietro Bembo, protagonista dell'umanesimo volgare, favorì la pubblicazione di numerose opere lessicografiche, caratterizzate dall'adesione alla soluzione bembesca della questione della lingua, e dalla proposizione delle Tre Corone (Dante, Petrarca e Boccaccio) come autori-modello. Con l'opera del friulano Niccolò Liburnio Le Tre Fontane, che metaforicamente alludeva, nel titolo, ai tre grandi trecentisti, venne edito per la prima volta un elenco in volgare non più concepito con fini autodidattici, ma restrinse il corpus ai soli Dante, Petrarca e Boccaccio, pur facendo scivolare talvolta, nelle glosse di spiegazione dei termini, qualche venetismo. La selezione già operata dal Liburnio si restrinse ulteriormente nel Vocabulario di Lucilio Minerbi (1535), concepito come raccolta del lessico di un solo autore, Boccaccio, e di un solo testo, il Decameron. L'opera consiste nella registrazione di circa 4.000 occorrenze, tra le quali s'incontrano anche voci comuni non presenti nell'opera di Boccaccio, nonché, nelle brevi definizioni, venetismi e generici settentrionalismi.
Sempre a Venezia, nel 1539, il ferrarese Francesco Del Bailo, detto l'Alunno, diede alle stampe Le Osservazioni sopra il Petrarca, e Le ricchezze della lingua volgare sopra il Boccaccio (1543). In seguito l'Alunno pubblicò la Fabbrica del mondo (1548), primo dizionario metodico della lingua italiana nel quale le voci sono raggruppate per argomenti, in base alla concezione gerarchica d'Antonino Barzizza (Dio, cielo, mondo, elementi, anima, corpo, uomo, qualità, quantità, inferno). Nella raccolta sono registrati anche voci prive di citazioni tratte dagli autori e legittimate solo dall'autorità del proprio giudizio, fino a raccogliere voci dialettali e triviali.
Se un primo nucleo di dizionari proviene da Venezia, l'attività lessicografica si sviluppò in altri centri. A Napoli nel 1536 fu pubblicato il Vocabulario di cinquemila vocabuli Toschi di Fabricio Luna, che raccoglieva voci tratte non solo dalle Tre corone, ma anche da scrittori di provenienza culturale e geografica diversa, nonché da grammatici e filologi contemporanei. Da segnalare anche il Vocabolario, grammatica e ortografia d'Alberto Acarisio, pubblicato a Cento (Ferrara) nel 1543, basato anch'esso sull'autorità dei tre grandi autori trecenteschi e sul canone bembesco, ma con un'attenzione nuova e particolare per la terminologia scientifica, per la fraseologia, per le etimologie e le indicazioni ortografiche. Infine il Dittionario (Venezia, 1568) di Francesco Sansovino è attento soprattutto all'uso dei parlanti contemporanei e alle varietà regionali.
Le opere sin qui citate testimoniano un'attività lessicografica intensa, fra il XV e il XVI secolo, in varie parti d'Italia: i vocaboli erano compilati da grammatici, maestri, letterati, notai, e stampatori-librai rispondevano alla richiesta, da parte dei lettori, d'un modello d'imitazione inalterato e inalterabile nel tempo, attraverso gli esempi dei grandi trecentisti. Poiché le raccolte di questo tipo andavano incontro alle esigenze d'un pubblico periferico vasto e variegato, anche nella composizione sociale, questi primi dizionari mescolavano spesso grammatica e lessico, senza confini precisi, presentavano incongruenze di vario genere e contraddizioni frequenti tra principi teorici ed esecuzioni con essi contrastanti. Le voci non erano ancora tipizzate e venivano distinte in forme adatte all'uso poetico e forme adatte all'uso prosastico; si faceva spesso appello alla notorietà dell'oggetto invece di definirlo, e s'avevano apparizioni sporadiche delle varietà regionali, attraverso la cosiddetta seconda lingua, quella dell'autore stesso.

### Le prime tre edizioni del dizionario della Crusca

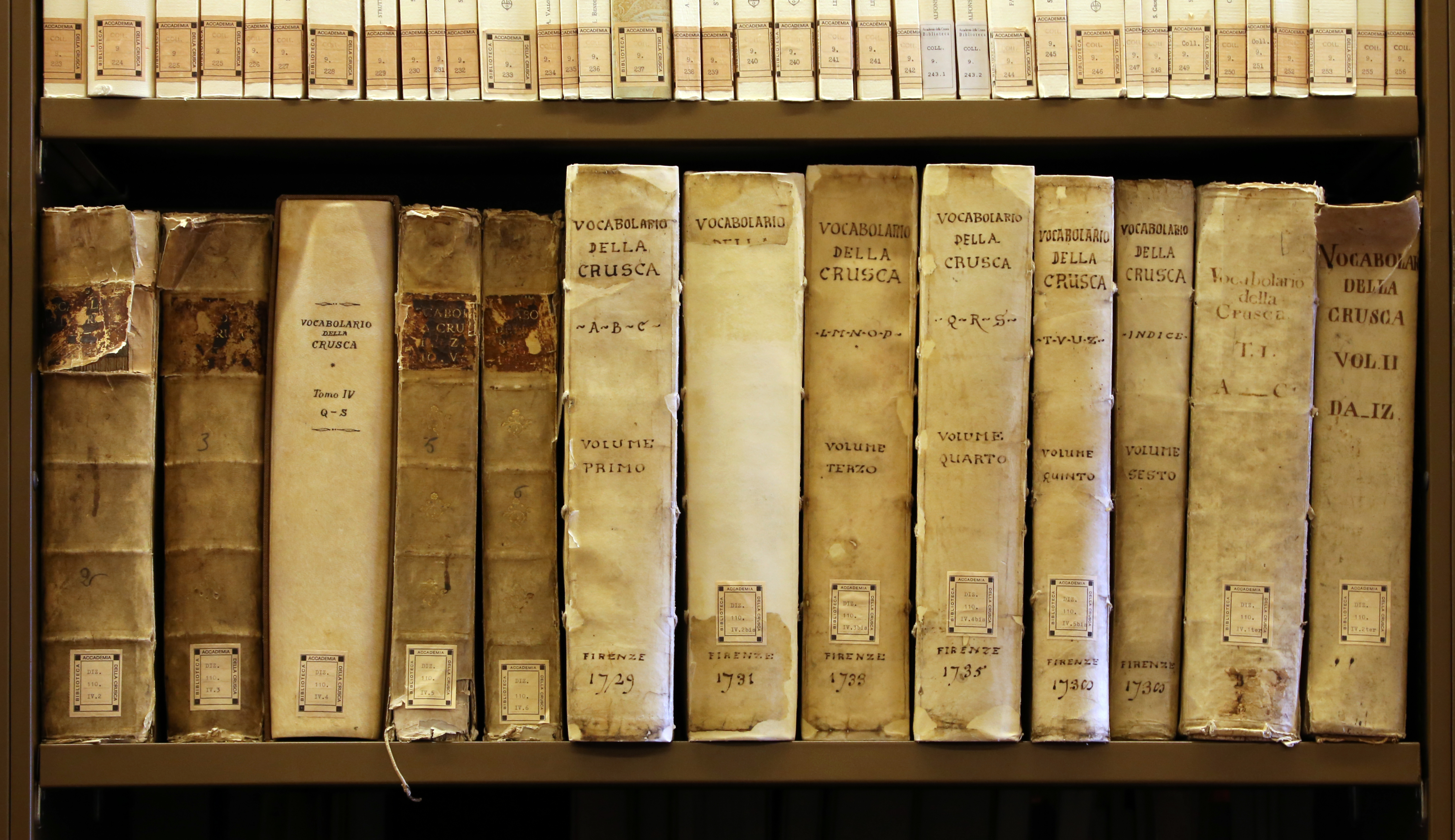
I vocabolari della Crusca

Se i primi dizionari dell'italiano presentavano oscillazioni e incertezze nel metodo di registrazione, la prima edizione del Vocabolario della Crusca si basò, invece, su impostazioni teoriche ormai salde e coerenti. Ispiratore dell'opera fu Leonardo Salviati, filologo e letterato entrato a far parte dell'Accademia nel 1583: grazie al suo intervento e ai suoi suggerimenti, i propositi e le finalità dell'Accademia si trasformarono. Se fino ad allora gli Accademici costituivano un gruppo dedito alle soprattutto a riunioni conviviali e giocose, secondo il gusto del tempo, l'impegno dell'Accademia diventò quello di separare il buono dal cattivo in fatto di lingua. Così il dizionario fu da loro stampato grazie all'autofinanziamento degli Accademici, soluzione che consentì loro di mantenersi liberi e autonomi ogni ingerenza, almeno fino alla seconda metà del XVII secolo.
A partire dal 1591 gli Accademici s'impegnarono nella compilazione d'un dizionario che si proponeva di raccogliere
Quando, nel 1612, fu stampato a Venezia la prima edizione del Vocabolario della Crusca Leonardo Salviati era già morto, ma gli Accademici avevano continuato a basarsi sulle sue idee e sulla sua concezione di lingua. Il dizionario s'appoggiava alle posizioni teoriche ispirate al fiorentinismo trecentista del Bembo, ma temperato nella pratica lessicografica dalle scelte del Salviati, attraverso il quale entravano esempi tratti dalle opere di Dante, Petrarca e Boccaccio, ma anche autori minori o testi anonimi, con un recupero degli scrittori popolari toscani, utilizzati per documentare le voci del fiorentino vivo. Il Salviati apriva il dizionario anche ad un certo numero d'autori moderni, toscani o toscanizzanti: Della Casa, Gelli, Berni, Firenzuola, Burchiello, Lasca, Poliziano, ma anche il non toscano Ariosto. Rimaneva escluso, invece, Torquato Tasso, per non aver riconosciuto il primato fiorentino ed essersi servito, nella Gerusalemme liberata, d'una lingua difficile e oscura, e d'un lessico fitto di latinismi e lombardismi.

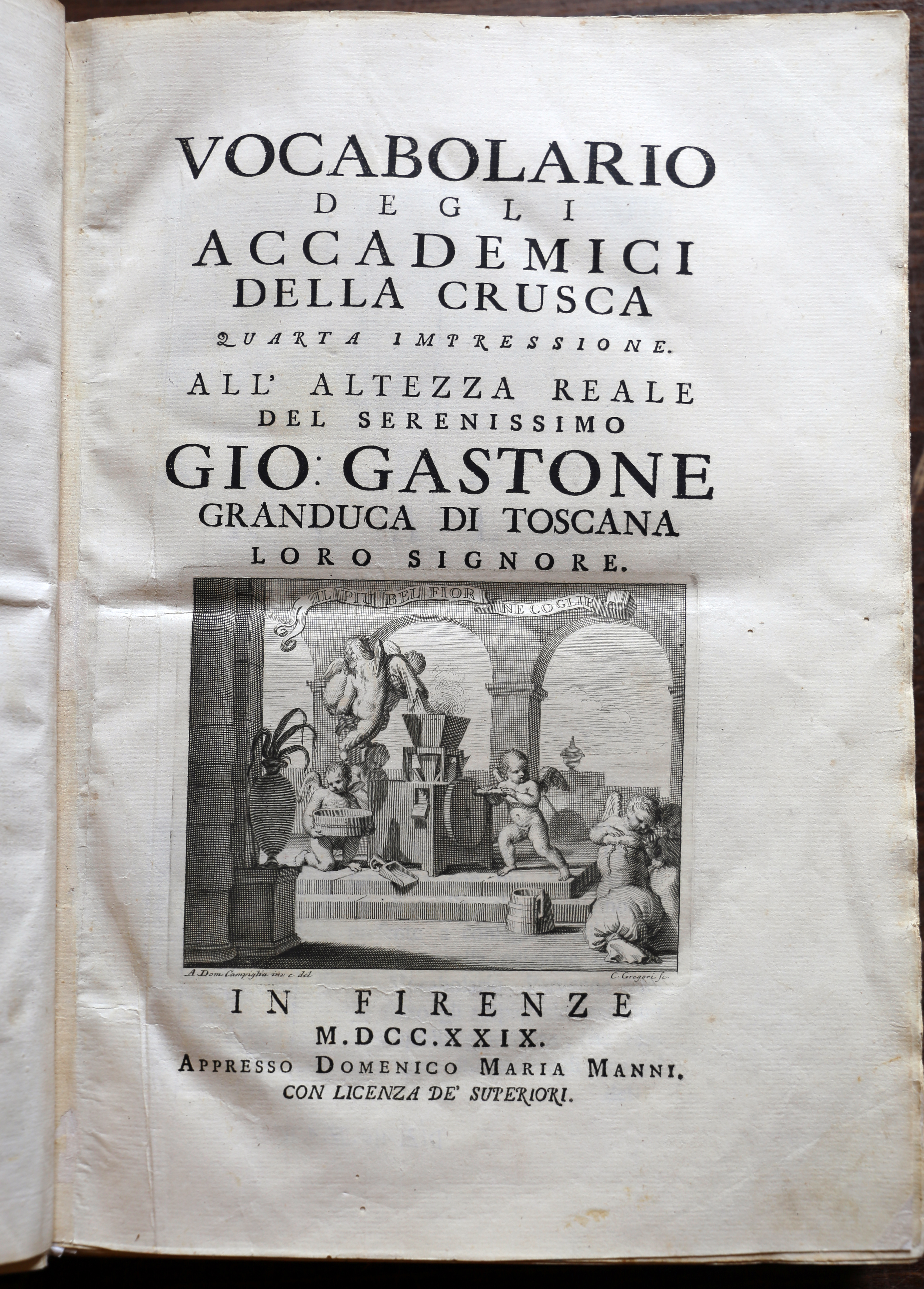
La dedica della quarta edizione del vocabolario della Crusca

La prima edizione del Vocabolario riflette una concezione linguistica che risale ad un ideale di lingua fiorentina pura, naturale, popolare, legittimata dall'uso degli scrittori sommi come di quelli minori e addirittura minimi. Registrava altresì le parole del fiorentino vivo, purché testimoniate e legittimate in autori antichi o in testi minori, perfino in manoscritti fiorentini inediti e sconosciuti, di proprietà degli Accademici.
Per quanto riguarda la sua struttura e i suoi caratteri, scompaiono alcuni degli aspetti che avevano caratterizzato i dizionari precedenti: la suddivisione tra uso della poesia e della prosa, il riferimento agli usi regionali e dialettali, l'abitudine a inserire osservazioni grammaticali all'interno delle voci. Riguardo alle scelte grafiche, furono abbandonati gli usi ancora legati al latino. Invece c'è un certo disinteresse nei confronti delle voci tecnico-scientifiche.
Tuttavia l'impostazione arcaizzante e fiorentinistica del dizionario suscitò interminabili polemiche e discussioni. Paolo Beni pubblicò nel 1612 l'Anticrusca, nella quale accusava i cruscanti d'aver privilegiato la letteratura trecentesca e di non aver tenuto sufficientemente conto degli scrittori cinquecenteschi, in particolare Tasso. Altre critiche furono rivolte da Alessandro Tassoni che scrisse una serie di note polemiche contro il primato fiorentino della lingua, contro l'eccesso d'arcaismi e l'impostazione bembiana del Vocabolario. Invece proponeva agli Accademici di distinguere le voci antiche con contrassegni grafici per le parole non più in uso. Il Tassoni si spinse, oltre, negando del tutto il presunto primato linguistico fiorentino, proponendo, in suo luogo, il modello rappresentato dall'uso linguistico di Roma.
Altre critiche, più violente, vennero da Siena, città dalla quale si levarono le voci dei dissidenti contro il primato e la supremazia fiorentina: da segnalare il Dittionario toscano di Adriano Politi e il Vocabolario cateriniano di Girolamo Gigli. Nel primo, pubblicato nel 1614, venivano registrate, invece degli citazioni d'autori, proverbi, modi di dire, locuzioni tipiche senesi, lontano dall'uso letterario ma ritenute altrettanto degne del fiorentino. Nel secondo, pubblicato nel 1717, l'autore raccolse un elenco di voci tratte dagli scritti di santa Caterina da Siena, che veniva contrapposta polemicamente a Dante.
Nel 1682 il palermitano Placido Spadafora pubblicò la Prosodia italiana, opera nella quale il gesuita dichiarava apertamente di non volersi sottomettere all'autorità degli Accademici. La sua autonomia rispetto alle scelte cruscanti si manifestava nel vivo interesse per i settori verso i quali gli Accademici avevano dimostrato la più rigida chiusura: la terminologia botanica, zoologica, medica, la nomenclatura delle professioni e delle attività artigianali, i forestierismi, i regionalismi e i dialettismi. Inoltre, nelle definizioni delle voci, si faceva ricorso ad espressioni dialettali siciliane.
Le polemiche, le critiche e i sarcasmi non modificarono in alcun modo i criteri e il metodo di lavoro degli Accademici. La seconda edizione, data alle stampe a Venezia nel 1623, non si discostò molto dalla prima, se non per alcune correzioni e per l'aumento complessivo del numero delle voci registrate.
La terza edizione, edita a Firenze nel 1691, presenta alcuni cambiamenti rispetto alle precedenti edizioni: venne introdotta l'indicazione V.A. (Voce Antica), per contrassegnare le voci antiche che venivano registrate come testimonianza storica, per poter comprender i testi degli autori antichi, non per proporle com'esempio da seguire; venivano accolti Tasso (il grande escluso delle prime due edizioni), Machiavelli, Guicciardini, Della Casa, Varchi, Sannazaro, Castiglione, Chiabrera e altri. Rimaneva escluso, invece, il napoletano Giovan Battista Marino, poeta colpevole d'aver aderito al Barocco e di non essersi assoggettato ai criteri dell'Accademia. Inoltre, aumentò il numero dei trattati scientifici presi in considerazione, così come il numero delle voci tratte da scrittori di scienza del Seicento, come Galileo Galilei.
A rendere possibile il cambiamento erano stati il cardinale Leopoldo de' Medici, figlio del granduca Cosimo II, che aveva perorato l'apertura dell'opera a espressioni dell'uso vivo e ai termini delle arti, dei mestieri, della marineria e della caccia, da lui stesso raccolti nel corso d'inchieste sul campo, e gli Accademici Benedetto Buommattei e Carlo Roberto Dati, i quali s'ispirarono a criteri innovativi, prestando maggior attenzione all'uso e alla lingua viva, pur mantenendosi fedeli ai principi ispiratori del Salviati. A questi vanno ricordati anche i letterati-scienziati Francesco Redi e Lorenzo Magalotti, grazie ai quali furono accolte e definite molte voci della lingua tecnico-scientifica.

### La lessicografia settecentesca
Anche il secolo successivo fu condizionato dalla nuova edizione del Vocabolario della Crusca, pubblicato in sei volumi tra il 1729 e il 1738. La quarta impressione nasce all'insegna di due diverse istanze: da una parte gli Accademici continuano a mostrare una certa attenzione all'uso moderno, dall'altra viene ribadita la fedeltà ai principi del toscanesimo letterario, con una chiusura più rigida, rispetto alla terza edizione, nei confronti degli autori non toscani. L'impostazione della nuova edizione si deve ad Anton Maria Salvini, che rese possibile l'accoglimento di scrittori moderni, anche del Seicento e dei primi del Settecento, ma confermò i criteri d'esclusione nei confronti della scienza.
L'ostentato disinteresse per gli ambiti scientifici alimentò nuove critiche, non solo tra gli ambienti che non ne condividevano gli orientamenti linguistici letterari e arcaizzanti, ma anche tra gli studiosi di scienza, insofferenti verso l'atteggiamento di chiusura dell'Accademia rispetto alle loro discipline. Contemporaneamente, lo sviluppo e il progresso delle scienze in Europa comportavano l'urgenza di una registrazione della terminologia specializzata in dizionari dedicati ai vari settori.
Così, a partire dal 1751, fu pubblicato L'Encyclopédie ou Dictionnaire raisonné des sciences, des arts et des métiers de gens de lettres (Enciclopedia o Dizionario ragionato delle scienze, delle arti e dei mestieri, a cura di una società di uomini di cultura), di Denis Diderot e Jean Baptiste Le Rond d'Alembert. Largamente aperta all'apporto della scienza, della tecnica e delle arti, in questa opera i termini venivano spiegati e definiti non solo mediante definizioni accurate ed esaurienti, ma anche con l'aggiunta di tavole d'illustrazione esplicative. In tal guisa, il modello rappresentato dalla produzione lessicografica anglo-francese influenzò, direttamente o indirettamente, molte opere pubblicate nel XVIII secolo.
L'opera che, alla fine del secolo, segnerà più d'ogni altra una svolta rispetto all'impostazione e ai principi ispiratori della Crusca, sarà il Dizionario universale critico enciclopedico della lingua italiana, in sei volumi, pubblicato a Lucca tra il 1797 e il 1805, dall'abate nizzardo Francesco Alberti di Villanova, il quale dichiarava esplicitamente, nella prefazione dell'opera, d'aver tenuto conto dell'uso e d'aver preso in considerazione anche la lingua viva dei parlanti, e le voci d'uso degli ambiti tecnico-artigianali. I lemmi sono esemplificati o in modo tradizionale, mediante citazioni tratte dagli scrittori (accogliendo, oltre agli autori approvati dalla quarta edizione del Vocabolario della Crusca, anche autori scientifici), oppure avvalendosi d'informazioni e definizioni raccolte da inchieste dirette dal D'Alberti in Toscana, il quale, visitando fabbriche, opifici, laboratori, annotava dalla viva voce degli intervistati nomi e definizioni degli oggetti.
Nel frattempo non si sopirono le polemiche che avevano accompagnato l'uscita delle prime tre edizioni del Vocabolario della Crusca e poi della quarta. Alle tradizionali critiche s'aggiunse un'insofferenza ancor più radicale, di stampo illuminista, nei confronti dell'autoritarismo linguistico degli Accademici e del primato fiorentino. Fra i critici più decisi, il milanese Alessandro Verri nel 1756 scrisse la Rinunzia avanti notaio al Vocabolario della Crusca, pamphlet nel quale esprimeva il fastidio per l'eccessivo formalismo della cultura del tempo. Melchiorre Cesarotti, invece, proponeva l'istituzione, a Firenze, di un Consiglio nazionale della lingua, da sostituire all'Accademia della Crusca, che avrebbe dovuto modificare i criteri di raccolta delle voci, e le avrebbe schedate traendole non solo dai libri degli scrittori, ma direttamente dalle persone che esercitavano determinate professioni e mestieri, accogliendo con larghezza il lessico delle arti, dei mestieri, della tecnica e delle scienze. Il materiale così raccolto sarebbe poi confluito in un vocabolario. In realtà però, quando il saggio del Cesarotti fu pubblicato, l'Accademia della Crusca era già stata soppressa nel 1783, e fusa con l'Accademia fiorentina.

### L'Ottocento: "il secolo dei dizionari"
L'Ottocento è stato definito "il secolo dei dizionari", perché mai come in quell'epoca sono stati pubblicati tanti e diversi vocabolari della lingua italiana. Se nel corso del Settecento si era realizzato un progressivo allontanamento dal modello della Crusca, con una nuova attenzione nei confronti della terminologia tecnico-scientifica e dell'uso vivo della lingua, c'era anche chi proponeva, all'inizio dell'Ottocento, un ritorno all'imitazione della lingua fiorentina del Trecento.
L'esponente più rappresentativo del Purismo, contrario ad ogni rinnovamento e ad ogni contatto con le altre lingue è l'abate Antonio Cesari, autore della Crusca veronese, pubblicata fra il 1806 e il 1811. Attraverso quest'opera il Cesari non intendeva aggiornare il Vocabolario della Crusca, ma perfezionarlo, arricchirlo con l'aggiunta e l'integrazione di voci tratte da autori del Trecento e del Cinquecento. Il lessicografo veronese era convinto che la superiorità del fiorentino trecentesco dipendesse dalla sua innata perfezione e purezza: basandosi su questa certezza, ripristinò forme considerate più corrette rispetto a quelle registrate dalla Crusca, aggiunse un gran numero di varianti grafiche o fonetiche, respinse gli autori moderni e mantenne il rifiuto e la chiusura nei confronti della terminologia tecnico-scientifica.
Il rigorismo arcaizzante del Cesari fu oggetto di sarcasmi e polemiche, ma ebbe anche seguaci in Luigi Angeloni e Basilio Puoti. Il primo, pur schierandosi sulle stesse posizioni del Cesari, se ne distingueva per l'ammirazione del Boccaccio e per il rifiuto delle espressioni popolari toscane; il secondo, al pari del Cesari, lodava la semplicità e la naturalezza degli scritti trecenteschi, ma ne criticava gli elementi eccessivamente popolari.
Il Purismo favorì due elementi: la pubblicazione di numerosi repertori e lessici concepiti come elenchi di voci da proscrivere e il dibattito sulla lingua, tradizionalmente riservato ai letterati e agli intellettuali. Il primo dizionario puristico fu compilato da Giuseppe Bernardoni, il quale, nonostante l'impostazione censoria, si rese conto che molti dei neologismi del linguaggio burocratese registrati erano ormai stabilmente entrati nell'uso, e non avrebbe avuto senso decretarne l'ostracismo. Al Bernardoni rispose polemicamente Giovanni Gherardini, con un altro elenco nel quale molte delle voci condannate dal Bernardoni venivano riabilitate; altre ammesse da questi, erano considerate veri e propri errori da evitare.
Gli eccessi del Purismo suscitarono polemiche e reazioni, soprattutto dal fronte lombardo, antifiorentino e antitoscano dei “classicisti”, il cui esponente più rappresentativo è Vincenzo Monti, il quale condannò la visione ristretta e anacronistica degli Accademici, mettendone in discussione la preparazione filologica e criticando la selezione degli autori e l'assenza delle terminologie tecnico-scientifiche. Secondo il Monti erano stati privilegiati, a torto, testi minori fiorentini del Trecento e trascurato il contributo letterario degli scrittori delle altre regioni italiane. Nell'avversione del Monti nei confronti del Cesari e della Crusca si riflettevano le posizioni del classicismo linguistico, secondo il quale l'italiano letterario non coincideva col fiorentino trecentesco, ma s'era formato anche grazie al contributo degli scrittori, dei filosofi e degli scienziati provenienti da varie parti d'Italia.
Mentre le polemiche tra i puristi e i classicisti continuavano, gli Accademici proseguivano lentamente i lavori preparatori per una quinta edizione del Vocabolario della Crusca (la cui Accademia era stata ufficialmente ricostruita da Napoleone nel 1811). Ma la necessità di un grande dizionario storico della lingua italiana, da pubblicare all'indomani dell'unità d'Italia (1861) era particolarmente forte. Così, ad opera di Niccolò Tommaseo, tra il 1861 e il 1879, fu pubblicato il Dizionario della lingua italiana, l'impresa lessicografica più importante dell'Ottocento, perché nell'opera trovarono finalmente un equilibrio la tradizione e l'innovazione. La tradizione era rappresentata dallo spoglio dei testi antichi e dagli esempi tratti dal Vocabolario della Crusca; l'innovazione consisteva nella citazione di scrittori anche non toscani dell'Ottocento, di trattati tecnico-scientifici, e soprattutto nell'aver elevato a modello la lingua dell'uso tosco-fiorentino moderno, descritta attraverso una fraseologia ricca d'esempi. L'impresa fu portata a termine, con l'aiuto di molti collaboratori.
Lacune e contraddizioni sono dovute alla presenza di più collaboratori e al metodo artigianale di compilazione. Va ricordato, a tal proposito, che il Tommaseo rivedeva tutte le schede prima d'inviarle in tipografia, arricchendole d'aggiunte e d'osservazioni, talvolta appesantite dai suoi giudizi, dalle sue insofferenze, dalle sentenze moraleggianti e dalla serpeggiante misoginia. Ciò nonostante, l'opera del Tommaseo costituisce il primo esempio di dizionario storico capace di conciliare la dimensione sincronica (la lingua documentata e descritta in un determinato momento storico) con quella diacronica (la lingua documentata e descritta attraverso la sua evoluzione).
Solo nel 1863 fu dato alle stampe il primo volume della quinta edizione del Vocabolario della Crusca. L'orientamento arcaizzante e l'atteggiamento toscano-centrico delle prime quattro edizioni era attenuato. Venivano accettati, con molte cautele, gli autori moderni, anche non toscani. Si proponeva di separare le voci morte da quelle vive, ma si confermava la chiusura rispetto all'accoglimento del lessico tecnico-scientifico. Nonostante i meriti di quest'ultima sfortunata edizione, le sue esclusioni ormai anacronistiche, la mancanza di fraseologia tratta dall'uso, la concisione eccessiva delle definizioni ne facevano uno strumento non più sufficiente a rappresentare la lingua italiana della complessa e articolata realtà postunitaria.
I dizionari metodici, definiti da Giovanni Nencioni “specchi socio-linguistici dell'Italia artigiana”, raggruppano le parole per categorie, in base all'affinità delle nozioni che esprimono. Questi dizionari rispondevano ai bisogni, particolarmente forti nella prima metà del secolo, d'un pubblico che voleva conoscere i termini nazionali, non più municipali, per designare gli oggetti della vita quotidiana, dato che mancava un lessico comune per i vari settori della vita pratica, domestica, delle professioni, della tecnica e dell'artigianato. Il più noto è il Vocabolario metodico di Giacinto Carena, edito a Torino tra il 1846 e il 1860. Il naturalista e lessicografo piemontese raccolse un gran numero di voci delle arti e dei mestieri, attraverso vere e proprie inchieste sul campo in Toscana, riunendo in successione non solo le voci collegate ad un soggetto, ma anche le locuzioni, le frasi idiomatiche e i modi di dire del parlato.
Fra i dizionari metodici vanno citati anche:
- il Vocabolario domestico napoletano e toscano di Basilio Puoti, pubblicato a Napoli nel 1851;
- il Vocabolario domestico italiano ad uso dei giovani di Francesco Taranto e Carlo Guacci, edito a Napoli nel 1850, nel quale viene rivolta particolare attenzione al confronto tra le voci napoletane e le corrispondenti voci toscane, considerate come modello di riferimento;
- e il Vocabolario nomenclatore illustrato di Palmiro Premoli, pubblicato fra il 1909 e il 1912, un tentativo tardivo ma originale di combinare in un'unica opera un dizionario metodico, un dizionario dell'uso, un dizionario dei sinonimi, un dizionario enciclopedico.

Accanto ai dizionari metodici, ci sono numerosi dizionari specialistici pubblicati nel corso del secolo: dizionari d'agricoltura, dizionari del commercio, dizionari storico-amministrativi, dizionari dei termini della navigazione, dizionari dei lavori femminili, ecc…
Verso la fine del secolo comparvero i dizionari dell'uso, rivolti ai lettori comuni, il cui capostipite è il Novo vocabolario della lingua italiana di Giovanni Battista Giorgini ed Emilio Broglio, pubblicato a Firenze tra il 1870 e il 1897. Il dizionario fu concepito sulla base delle idee manzoniane e sul modello del Dictionnaire de l'Académie française. Si tratta della prima realizzazione lessicografica basata sull'uso vivo della lingua: vengono eliminati gli esempi d'autore, sono ridotti drasticamente gli arcaismi, abbondano le indicazioni sull'ambito e sul livello d'uso e si fornisce una ricca fraseologia ripresa dal parlato quotidiano, per testimoniare l'uso reale.
Da ricordare anche altre due opere: il Vocabolario della lingua parlata di Giuseppe Rigutini e Pietro Fanfani (1875) e il Novo dizionario universale della lingua italiana di Policarpo Petrocchi. La prima opera può essere considerata un compromesso tra le innovazioni coraggiose del Giorgini-Broglio; la seconda presenta la grafia ortoepica, con accenti e caratteri speciali per indicare la corretta pronuncia delle parole registrate, e la suddivisione delle pagine in due parti, relegando nella parte inferiore il lessico arcaico e ormai desueto.
Fra i principali dizionari dialettali, vanno ricordati almeno il Vocabolario milanese-italiano di Francesco Cherubini (1814), il Dizionario del dialetto veneziano di Giuseppe Boerio (1829), il Gran dizionario piemontese-italiano di Vittorio Sant'Albino (1859) e il Nuovo dizionario siciliano-italiano di Vincenzo Mortillaro (1876).

### Dal Novecento alla lessicografia contemporanea
L'attività lessicografica, nei primi decenni del Novecento, continuò ad essere condizionata dalle vicende del Vocabolario della Crusca, avviata nel 1863. Vari fattori, infatti, ne decretarono la fine: i criteri di compilazione invecchiati, le critiche e le polemiche sulla funzione dell'Accademia, l'aumento dei costi della stampa nel periodo della prima guerra mondiale. Inoltre l'Accademia era accusata di “sonnolenza e incapacità”, e personalità autorevoli come il critico letterario Cesare De Lollis e il filosofo Benedetto Croce si dichiaravano contrarie al toscanesimo e a qualunque concezione di “lingua modello”. L'11 marzo 1923 un decreto del Ministero della Pubblica Istruzione del governo fascista, diretto da Giovanni Gentile, sospese la pubblicazione del Vocabolario, rimasto per sempre incompiuto alla fine della lettera O, alla voce ‘ozono’.
L'opera destinata a sostituire il Vocabolario della Crusca non ebbe sorte migliore. Nel 1941 fu pubblicato il primo volume (lettere A-C) del Vocabolario della lingua italiana progettato dall'Accademia d'Italia (l'Accademia che, fondata nel 1926, durante il fascismo, aveva preso il posto dell'Accademia Nazionale dei Lincei) e diretto dal filologo Giulio Bertoni. Pur essendo segnato dall'ideologia del tempo, l'opera accoglieva con larghezza, accanto a quelli tratti da autori antichi, esempi d'autori moderni maggiori e minori (Guido Gozzano, Grazia Deledda, Luigi Pirandello, Massimo Bontempelli, ecc…); prescindeva del tutto, per molte voci d'uso comune, dalle citazioni letterarie; registrava con misura anche termini tecnico-scientifici, neologismi e forestierismi (i prestiti non adattati erano segnalati entro parentesi quadre); e riservava una particolare attenzione alle etimologie. Vari motivi, tuttavia, ne determinarono l'interruzione: la guerra, la morte di Giulio Bertoni, la soppressione dell'Accademia d'Italia nel 1944.

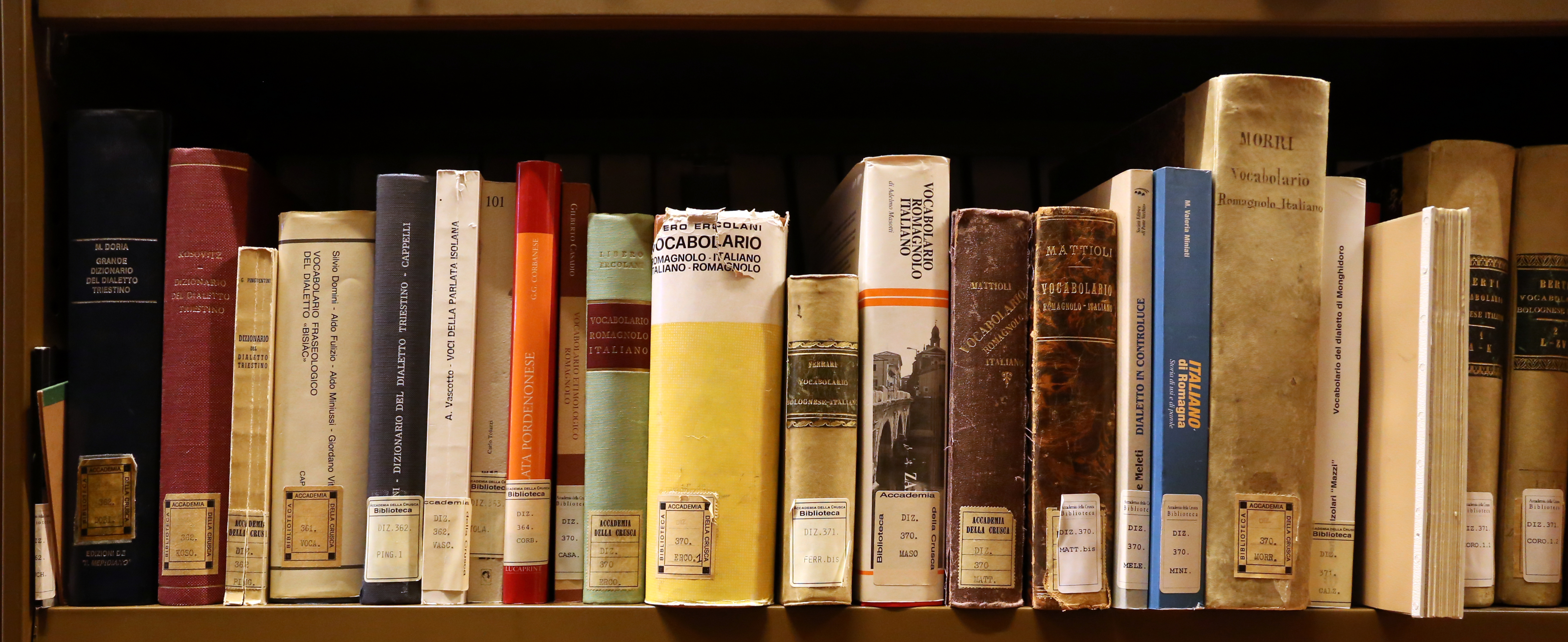
Uno scaffale di vocabolari dialettali italiani

Va però ricordata, per questo periodo, l'intensa produzione di dizionari dell'uso, in un unico volume, opere che si richiamavano al Rigatini-Fanfani, al Petrocchi e, indirettamente, al Giorgini-Broglio. Da citare, in particolare, il Vocabolario della lingua italiana di Nicola Zingarelli (pubblicato a partire dal 1917) e il Novissimo dizionario della lingua italiana di Fernando Palazzi (pubblicato per la prima volta nel 1939), destinati alla scuola e alle famiglie.
Un caso particolare è rappresentato dal Dizionario moderno, pubblicato nel 1905, di Alfredo Panzini, che testimonia il modificarsi e il rinnovarsi del lessico italiano lungo quarant'anni, attraverso sette edizioni (1908, 1918, 1923, 1923, 1931, 1935), fino all'ottava edizione, postuma, curata nel 1942 da Bruno Migliorini e Alfredo Schiaffini. In quest'opera ogni nuova forma o locuzione viene osservata con interesse e curiosità, e offre l'occasione per commenti e notazioni sui neologismi e sui forestierismi, registrati senza pregiudizi.
L'attività lessicografica riprese alla fine della guerra, col Dizionario Enciclopedico Italiano (1955-1961) dell'Istituto dell'Enciclopedia Italiana, opera con la quale si realizzò uno riuscito esperimento di fusione tra vocabolario ed enciclopedia. Il criterio che ne guidò la realizzazione fu quello di proporre ai lettori la realtà linguistica del momento, tenendo conto, non tanto e non solo, della lingua letteraria, quanto di quella parlata, della lingua dei giornali e degli altri mezzi di comunicazione di massa.
Negli stessi anni fu avviata il Grande dizionario della lingua italiana (GDLI) di Salvatore Battaglia, progettato col proposito di rinnovare il Dizionario della lingua italiana di Tommaseo-Bellini, pubblicato tra il 1961 e il 2002. La mole dell'opera (21 volumi) e i tempi di pubblicazione (41 anni) hanno fatto sì che l'opera abbia mutato il taglio e i criteri iniziali. I primi volumi erano, infatti, caratterizzati da uno spoglio quantitativamente eccessivo di testi letterari dell'Otto e del Novecento, ma quest'impostazione è stata modificata in corso d'opera, accogliendo una documentazione tratta non più solo da fonti letterarie, ma da testi che riflettono le varie modalità dell'italiano scritto. Il GDLI è anche contraddistinto da grande ricchezza dell'esemplificazione tratta da testi della tradizione medievale non toscana, del Quattrocento, del Seicento, del Settecento. Anche nei confronti dei forestierismi non adattati il rifiuto iniziale s'è attenuato.
Altro Dizionario storico delle origini è il Glossario degli antichi volgari italiani (GAVI) di Giorgio Colussi, pubblicato ad Helsinki a partire dal 1983, frutto di vastissimi spogli di testi scritti prima del 1321, anno della morte di Dante.
Anche la lingua d'uso è rappresentata compiutamente grazie a due opere apparse alla fine del Novecento. La prima opera è il Vocabolario della lingua italiana (VOLIT) di Aldo Duro, pubblicato dalla Treccani in una prima edizione (1986-1994) e in una seconda (1997), anche in versione CD-ROM. Il vocabolario registra, accanto alla lingua letteraria, la lingua moderna e i nuovi usi legati alla lingua di tutti i giorni, documentati attraverso una ricca fraseologia esplicativa, nonché la terminologia scientifica, i linguaggi settoriali, i neologismi e i forestierismi. Un'attenzione particolare è riservata alle trasformazioni in atto nel costume e nella società, attraverso le nuove accezioni o le diverse connotazioni di parole d'uso comune.
Nel 1999 è stato pubblicato il Grande dizionario dell'uso (GRADIT) di Tullio De Mauro, sei volumi comprendenti circa 260.000 lemmi, per i quali viene indicata la data di prima attestazione e la fonte. Per ogni voce lemmatizzata, viene segnalata la categoria d'appartenenza, a seconda che si tratti di parole di massima frequenza, d'alta frequenza o alto uso, d'alta disponibilità o familiarità; le parole sono inoltre distinte in comuni, d'uso tecnico-specialistico, d'uso letterario, parole straniere non adattate, d'uso regionale, dialettali, di basso uso, obsolete.
Accanto al VOLIT e al GRADIT, continua tuttora la pubblicazione di dizionari monovolumi dell'uso, che si propongono di descrivere lo stato sincronico della lingua, aggiungendo talvolta tavole illustrative e di nomenclatura, repertori di nomi di persona e di luoghi, di proverbi, di locuzioni latine, di sigle e abbreviazioni, nonché utili appendici sui dubbi linguistici, con indicazioni grammaticali. Tra i principali dizionari dell'uso in un solo volume si segnalano lo Zingarelli, il Devoto-Oli, il Sabatini-Coletti.
Un caso a parte è rappresentato dal Dizionario italiano ragionato (DIR), diretto da Angelo Gianni e pubblicato nel 1988, il quale, pur mantenendo l'ordine alfabetico dei lemmi, riunisce in famiglie guidate da una parola chiave le parole legate da una stessa etimologia e da un rapporto semantico. Il DIR si differenzia dagli altri dizionari anche per l'aggiunta d'informazioni di carattere enciclopedico, la discorsività delle definizioni e il carattere divulgativo delle voci scientifiche.
Meno ricco è il panorama dei dizionari dei sinonimi. In questo settore le opere più significative sono il Dizionario dei sinonimi e dei contrari dell'Istituto dell'Enciclopedia Italiana, progettato e diretto da Raffaele Simone; il Dizionario dei sinonimi e dei contrari della UTET, progettato e diretto da Tullio De Mauro; il Devoto-Oli dei sinonimi e dei contrari della Le Monnier, di cui è autore Maurizio Trifone.
Per quanto riguarda i dizionari etimologici, i primi sono stati pubblicati nel secondo dopoguerra. Il Dizionario etimologico italiano (DEI), in cinque volumi, di Carlo Battisti e Giovanni Alessio, pubblicato tra il 1950 e il 1957, comprende non solo il lessico letterario, ma anche quello tecnico-scientifico, e prende altresì in considerazione le voci dialettali, con l'aggiunta della datazione della prima attestazione nota o dell'indicazione del secolo al quale bisogna risalire.
Ma una vera svolta si ha con la pubblicazione del Dizionario etimologico della lingua italiana (DELI), di Manlio Cortelazzo e Paolo Zolli, che ricostruisce la biografia d'ogni voce registrata, fornendo la data di prima attestazione, l'etimologia prossima e remota, e una serie d'informazioni relative alla storia della parola, agli ambiti semantici in cui ogni voce è nata e s'è sviluppata, alla sua fortuna nella storia della lingua italiana, attraverso le citazioni scritte, frutto d'un vastissimo spoglio al quale i due autori hanno sottoposto testi d'ogni tipo, con l'aggiunta d'una bibliografia essenziale.
Nel 1979 è stata avviata anche un'altra grande opera, il Lessico etimologico italiano (LEI) di Max Pfister. Il LEI è ordinato per etimi, ma è possibile rintracciare le forme anche attraverso gli indici ordinati alfabeticamente; le voci hanno una struttura interna tripartita, contrassegnata da numeri romani, a seconda che si tratti di vocaboli ereditari (cioè le parole derivanti ininterrottamente dal latino parlato fino alla caduta dell'Impero romano d'Occidente, nel 476 d.C.) di vocaboli dotti e semidotti, di prestiti e di calchi da altre lingue, e sono arricchite da vere e proprie dissertazioni etimologiche, seguite dall'indicazione degli altri dizionari etimologici consultabili per la stessa voce, dai rinvii bibliografici e dal cognome dello studioso che ha redatto la voce stessa.